# Cimetière militaire britannique de Ranville
Le cimetière militaire britannique de Ranville  est situé dans la commune française de Ranville (Calvados), sur la zone dite "Sword", l'un des sites du débarquement allié du 6 juin 1944. Après celui de Bayeux, c'est le plus grand cimetière militaire britannique de Normandie. Il est l'un des trois cimetières britanniques de la zone de Sword avec ceux d'Hermanville-sur-Mer et de Douvres-la-Délivrande.
À la droite de ce cimetière militaire, se trouve l'église de Ranville et son cimetière communal dans lequel se trouve une cinquantaine de tombes de soldats tombés au champ d'honneur, dont la description est traitée à la fin de cet article.
À deux kilomètres de ces cimetières, on trouve le Mémorial Pegasus à Ranville qui retrace l'histoire d'un grand nombre de ces combattants.

## Site

### Localisation
À onze kilomètres au Nord de Caen, situé sur la commune de Ranville, le cimetière se trouve rue du Comte Louis de Rohan Chabot. Il est de forme approximativement carrée, sur une superficie d'environ deux hectares.

### Historique

Insigne de la 6e division aéroportée

Dans la nuit du 5 au 6 juin 1944, les 12 500 hommes de la 6e division britannique aéroporté (6e Airborne) ont pour mission de sécuriser la zone située entre l'Orne et la Dives. Cette opération qui a pour nom Tonga, va ainsi préparer le débarquement des 25 000 hommes de la 3e division d'infanterie britannique sur la plage de Sword, plus précisément sur les communes d'Hermanville-sur-Mer de Colleville-Montgomery à partir de 7 h 25 du matin. La 6e Airborne est composée de deux brigades parachutistes, et de troupes aéroportées qui vont se poser sur la terre française à l'aide de 348 planeurs de grande capacité.
A 0 h 15, les parachutistes de la 22e compagnie indépendante de parachutistes sont les premiers de tout le débarquement à se poser et placent des balises pour faciliter l'arrivée des soldats qui suivent.
Juste après, les six planeurs Horsa de la compagnie du major John Howard (appartenant au 2e bataillon du Oxford and Buckinghamshire Light Infantry Regiment de la 6e brigade aéroportée)  se posent à côté du pont sur le canal de l'Orne de Bénouville, qui est rapidement pris ainsi que le pont sur l'Orne. C'est l'opération Deadstick.
A 3 h, le village de Ranville est libéré par les hommes du 13e bataillon parachutiste de la 5e brigade parachutiste, et devient ainsi le 1er village libéré de France.
La batterie allemande de Merville est prise non sans difficultés par un effectif très réduit du 9e bataillon parachutiste de la 3e brigade parachutiste, emmenés par le lieutenant-colonel Otway.
Puis c'est la 3e brigade parachutiste avec ses trois bataillons parachutistes (les 8e et 9e bataillons parachutiste britanniques et le 1er bataillon parachutiste canadien) qui détruisent les ponts sur la Dives et la Divette des communes de Varaville, Robehomme, Bures-sur-Dives et Troarn.
La jonction avec les hommes débarqués sur la plage de Sword se fait à Bénouville à 12 h. Ces derniers sont emmenés par la 1re brigade spéciale de Lord Lovat au son de la cornemuse de Bill Millin.
Ces combats et ceux qui ont suivi dans le secteur sur les deux mois suivants ont fait de très nombreuses victimes qui reposent dans ce cimetière. Il a été achevé en 1952, a été conçu par l'architecte britannique Philip Dalton Hepworth (1890 – 1963). Ce dernier a conçu de nombreux cimetières et mémoriaux britanniques pour la Commonwealth War Graves Commission qui gère l'ensemble de ces monuments dans le monde entier.
Le pont de Bénouville a été rebaptisé le 26 juin 1944 Pegasus Bridge, en hommage à la 6e Airborne dont l'insigne est le cheval ailé Pégase.

### Administration

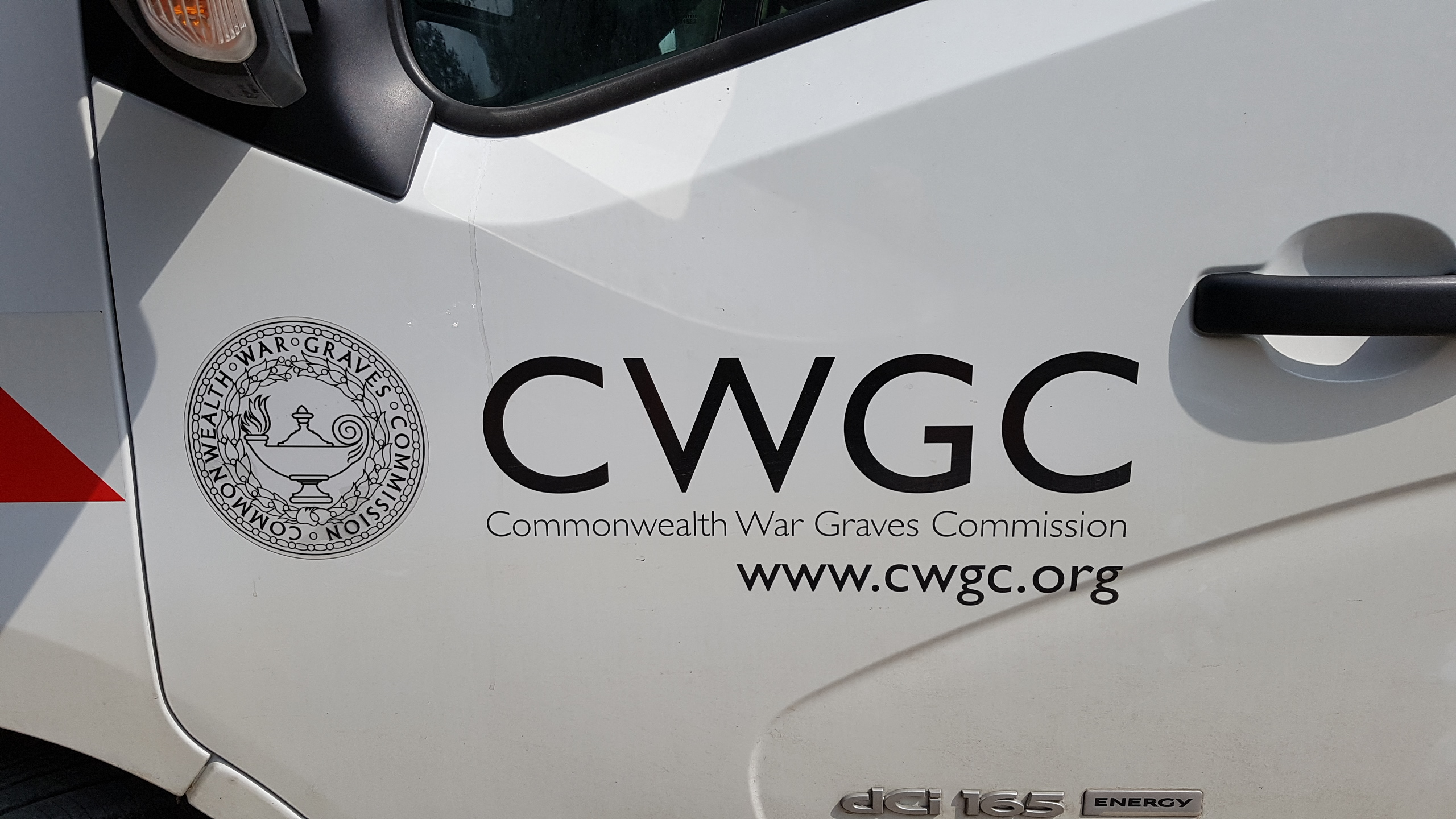

Le territoire du cimetière est une concession perpétuelle faite par la France à la Grande-Bretagne, comme il est d'usage pour les cimetières militaires.
Le cimetière est géré par la Commonwealth War Graves Commission (CGWC), autorité administrative indépendante créée en 1917, qui a la responsabilité de 2 500 cimetières militaires dans le monde où reposent 1,7 million de soldats des États du Commonwealth tombés lors des deux guerres mondiales.
La CGWC assure l'entretien du cimetière dont les jardins sont tenus de façon exemplaire.

## Cimetière militaire

### Entrée et croix
L’entrée du cimetière est constitué d’un porche carré, muni d’un toit à deux pentes. On y trouve le registre des sépultures du cimetière militaire, ainsi que celui qui concerne la partie militaire du cimetière de l'église.
À travers les arcades du bâtiment de l’entrée, on aperçoit au centre du cimetière la célèbre Croix du Sacrifice (sur sa base octogonale). Elle a été dessinée par l'architecte britannique Sir Reginald Blomfield (1856-1942), et elle orne de nombreux mémoriaux britanniques.
Au fond du cimetière, se trouve un bâtiment d'accueil, où est accrochée au mur une plaque métallique décrivant le débarquement en Normandie et les opérations qui s'ensuivirent permettant la libération de la France, de juin à septembre 1944.

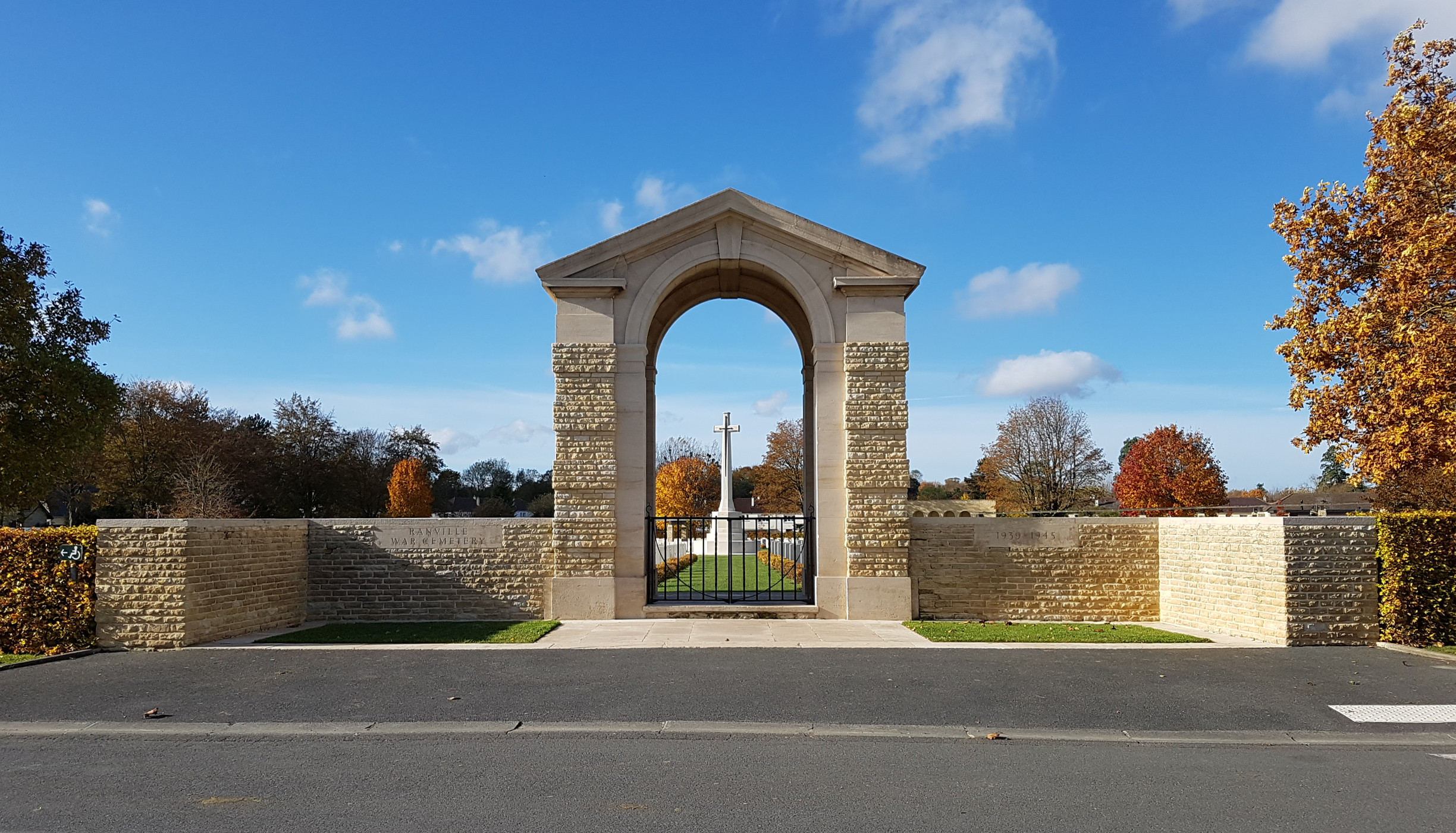
Porche d'entrée
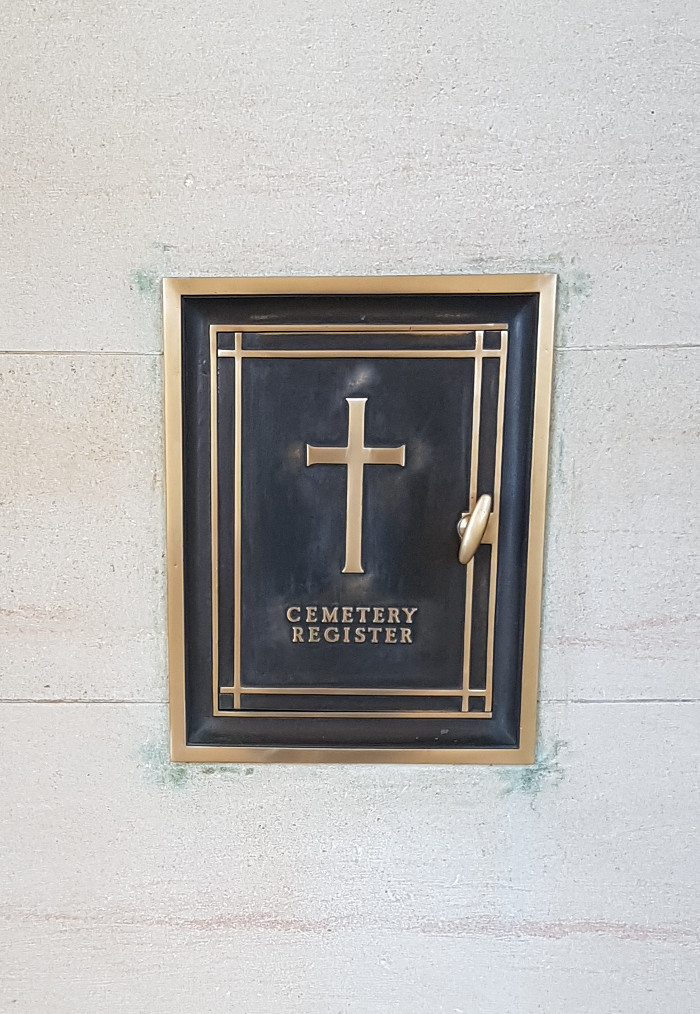
Registre
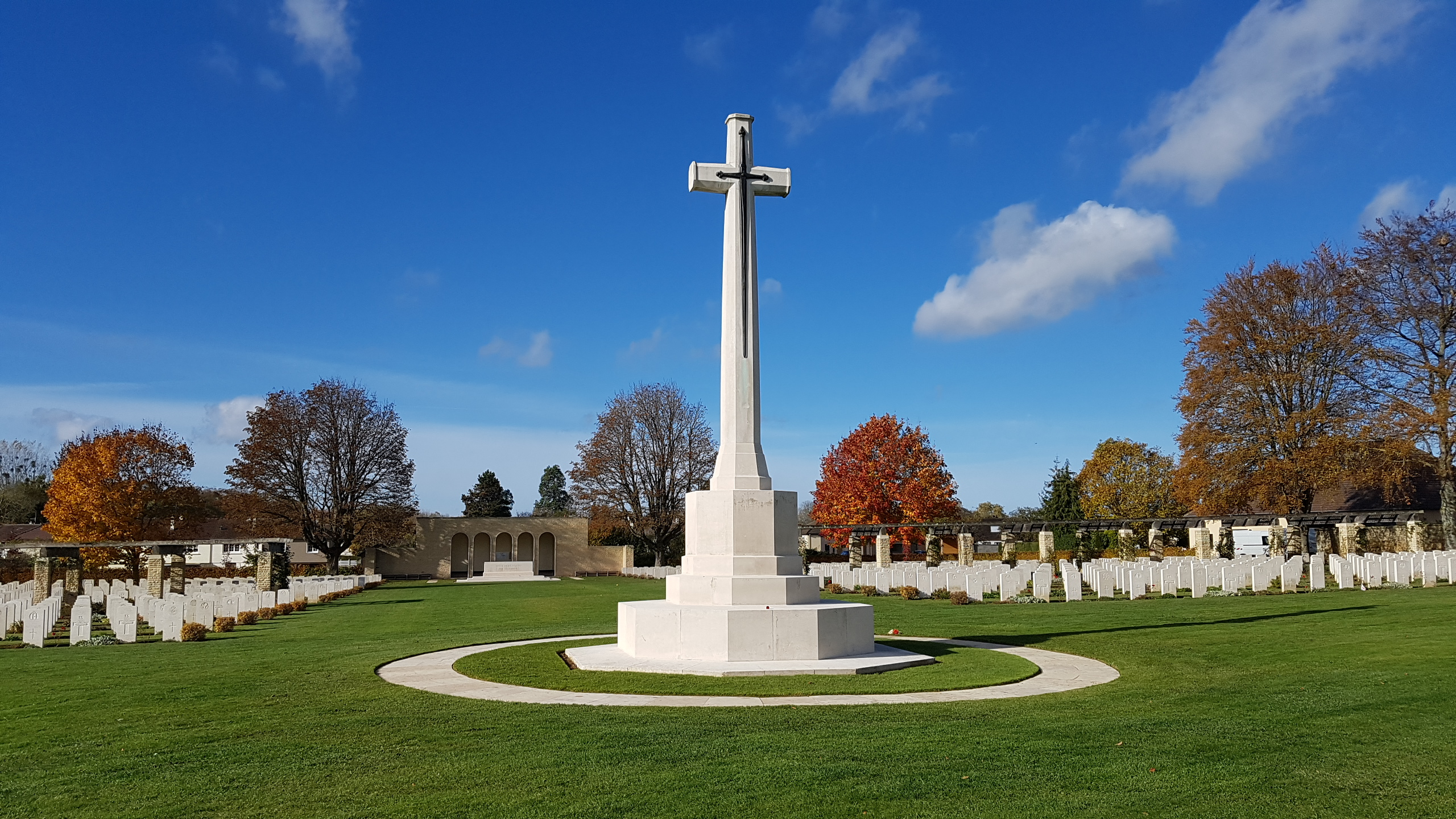
Croix du sacrifice
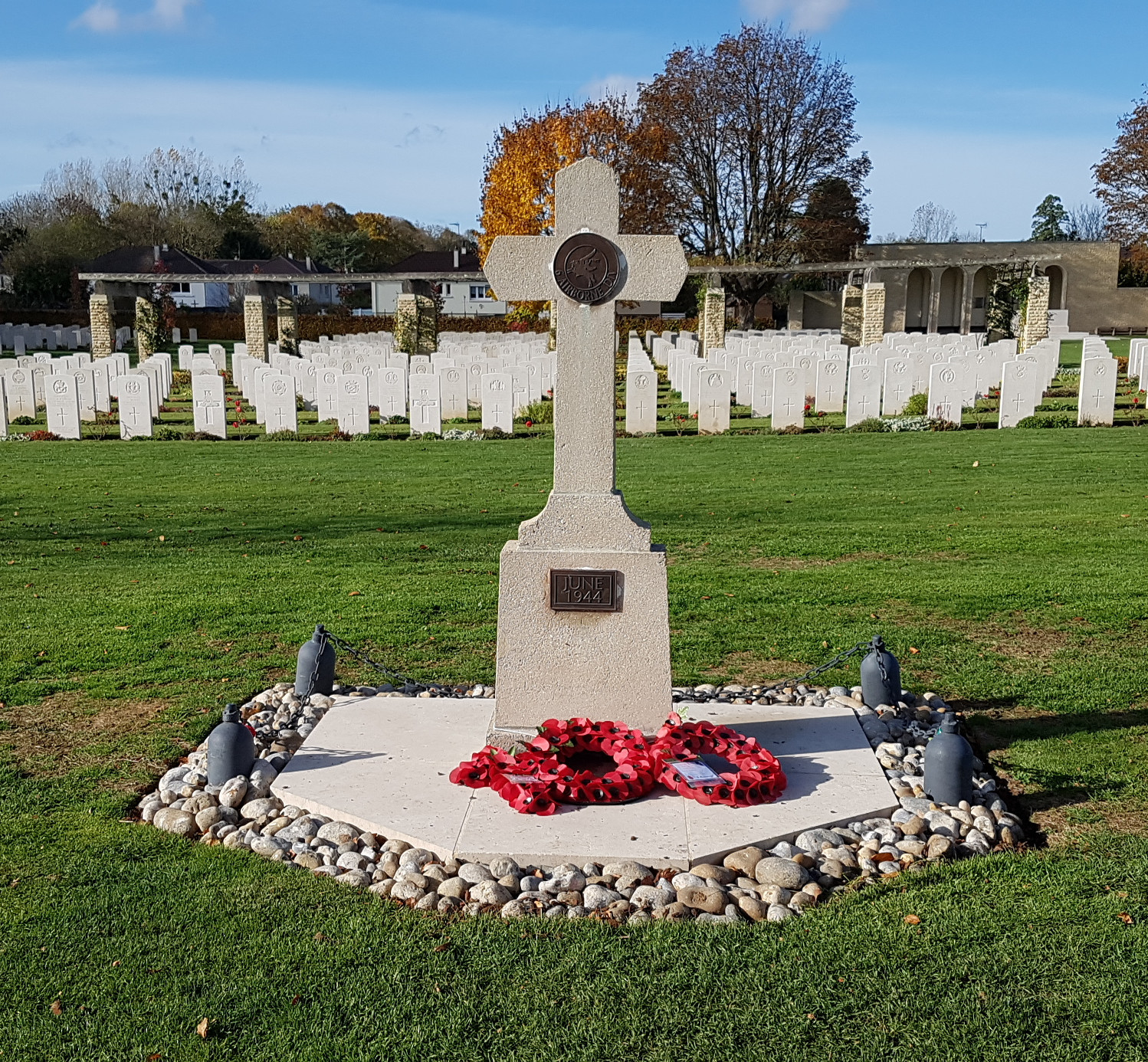
Croix de la 6e Airborne

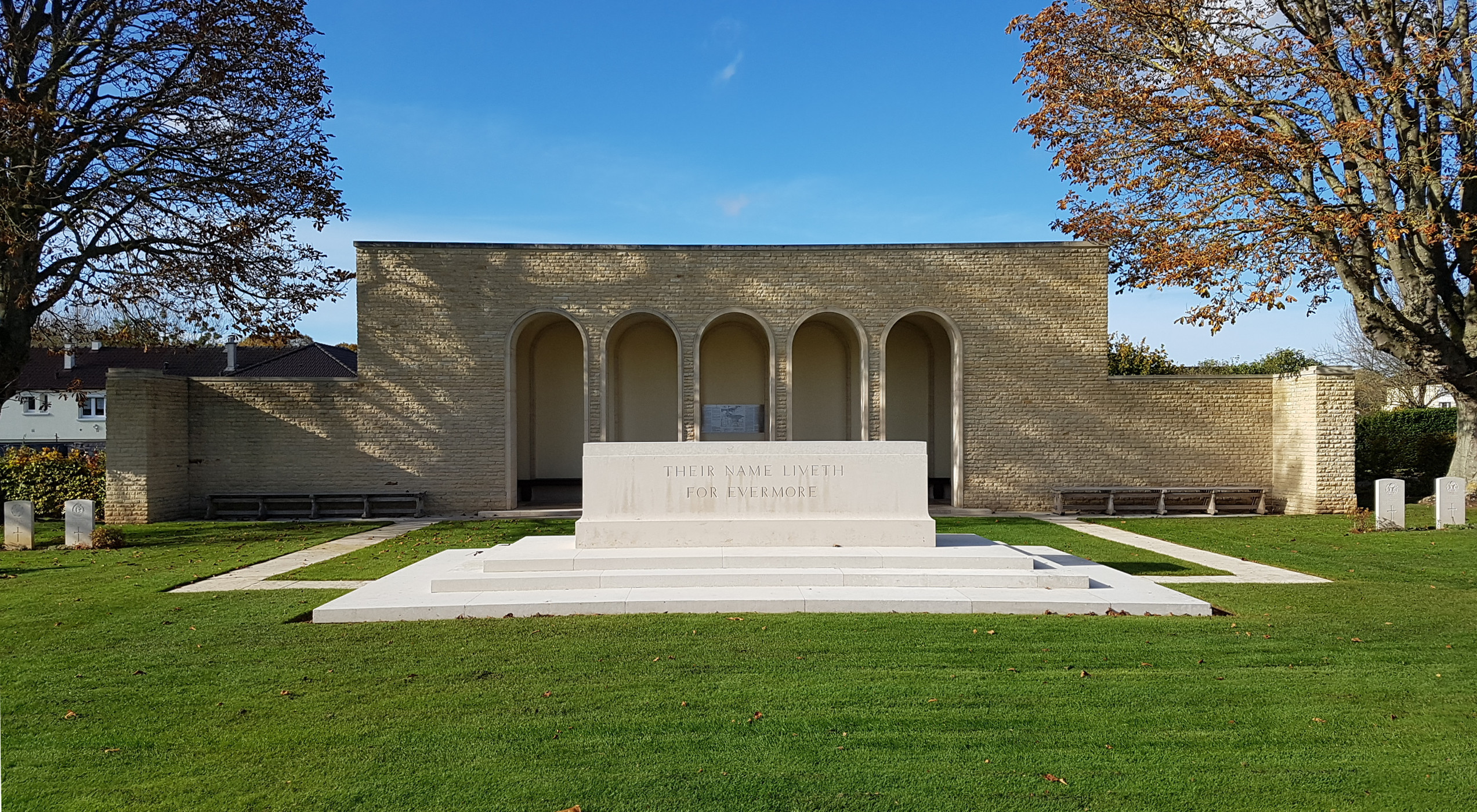
Bâtiment du fond
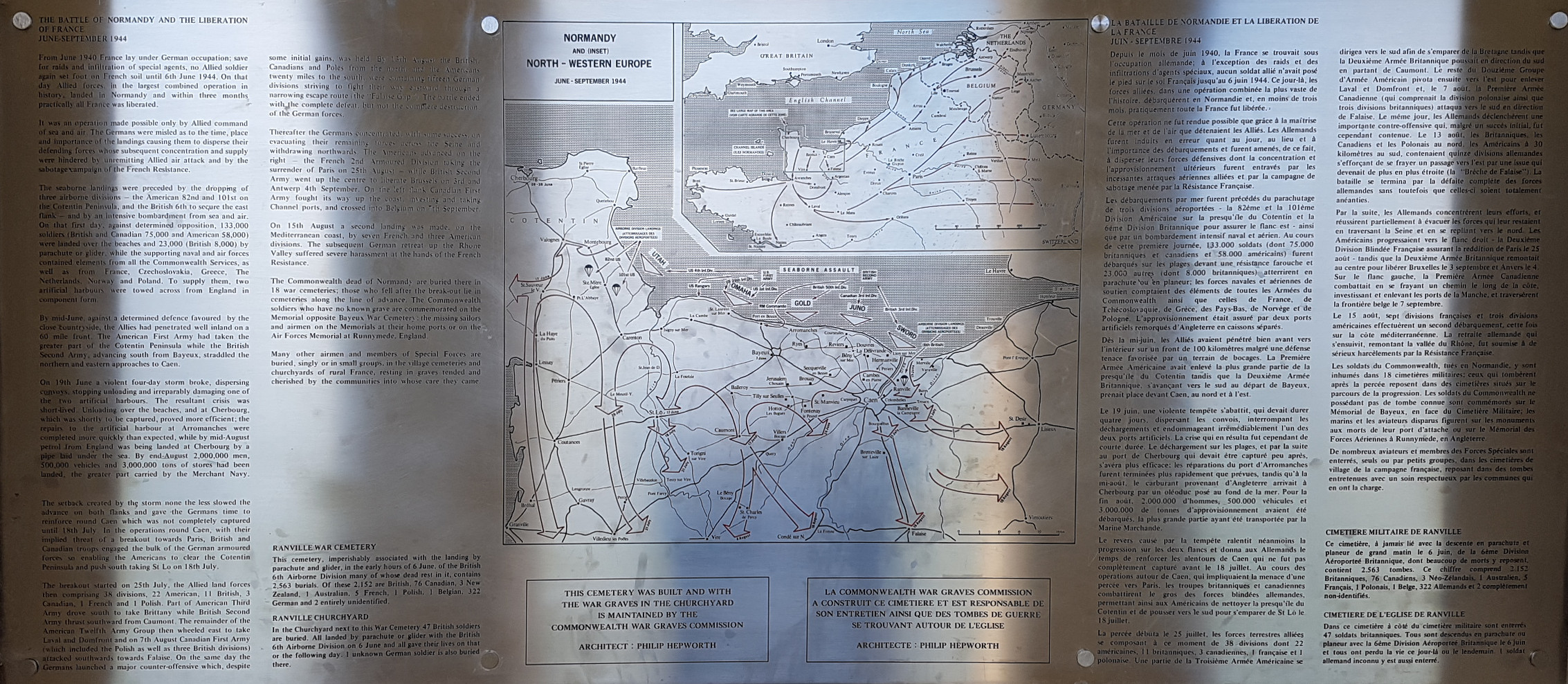
Carte des opérations
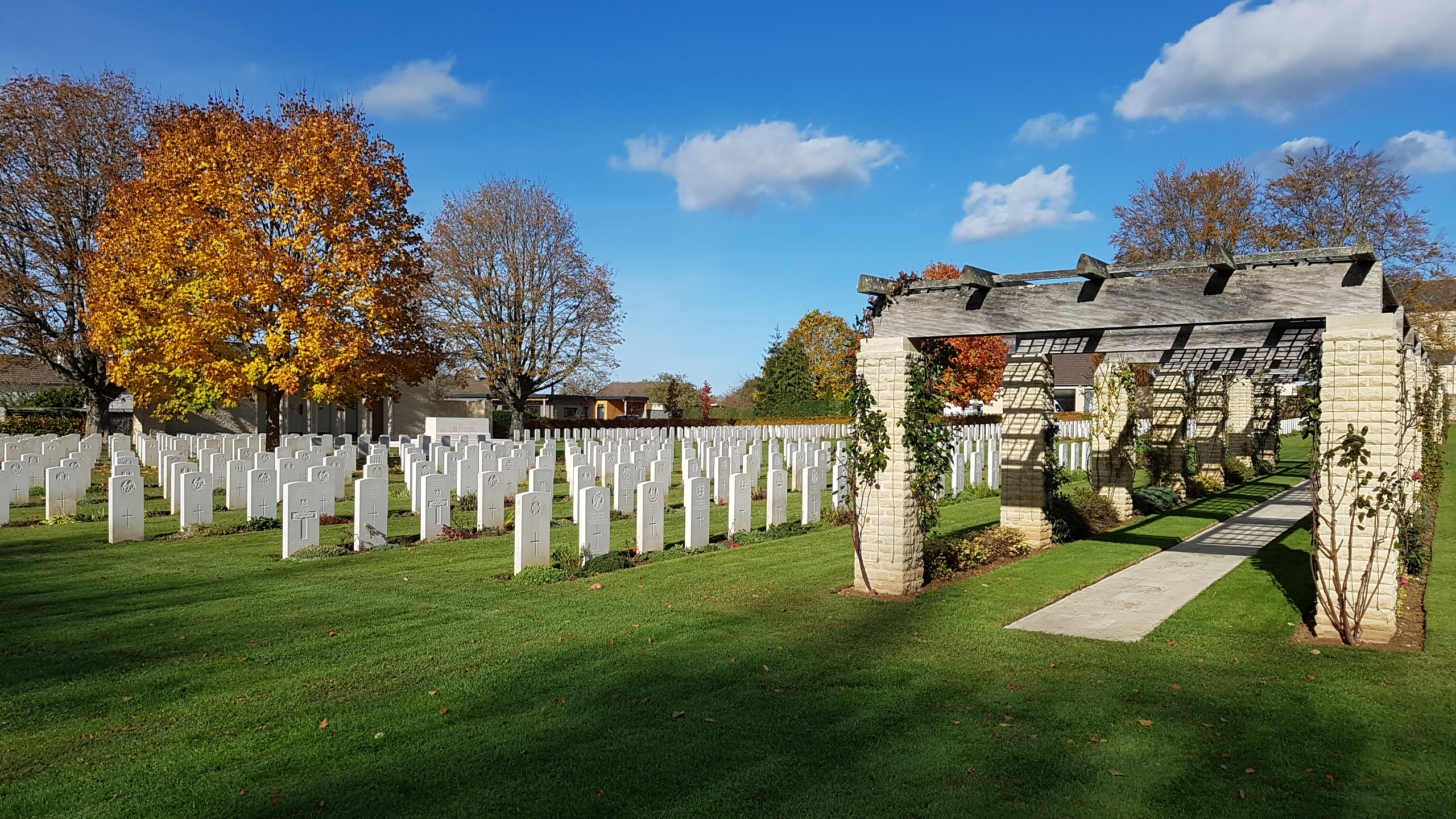
Pergolas en pierre

### Sépultures
Ce cimetière possède la particularité d’accueillir des tombes de soldats allemands.
Les sépultures sont au nombre de 2 567 et se répartissent la façon suivante :
- Royaume-Uni : 2154
- Allemagne : 323
- Canada : 76
- France : 5
- Australie : 2
- Nouvelle-Zélande : 3
- Belgique : 1
- Pologne : 1
- Inconnue : 2

Les 2 235 soldats du Commonwealth appartenaient aux corps suivants :
- Armée de terre : 2 097
- Armée de l'air : 37
- Marine : 99
- Marine marchande : 2

Parmi ceux-ci, 95 n'ont pas été identifiés.
Le soldat polonais, ainsi que le soldat belge appartenaient à l'armée de terre.
Quatre des cinq français appartenaient à la Marine.
Les 323 soldats allemands appartenaient aux corps suivants :
- Armée de terre : 318
- Armée de l'air : 5

Parmi ceux-ci, 54 n'ont pas été identifiés.

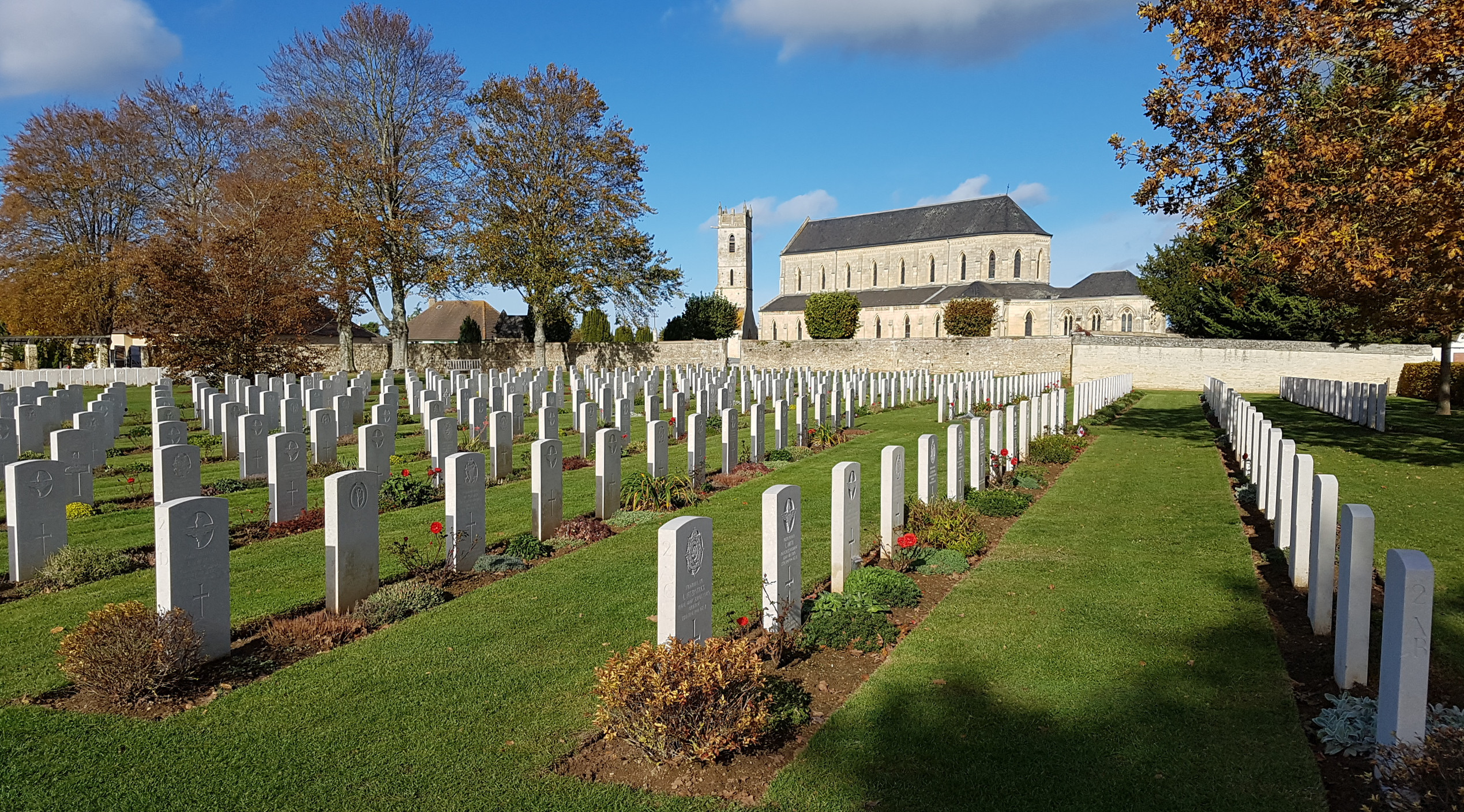
partie avant droite.jpg
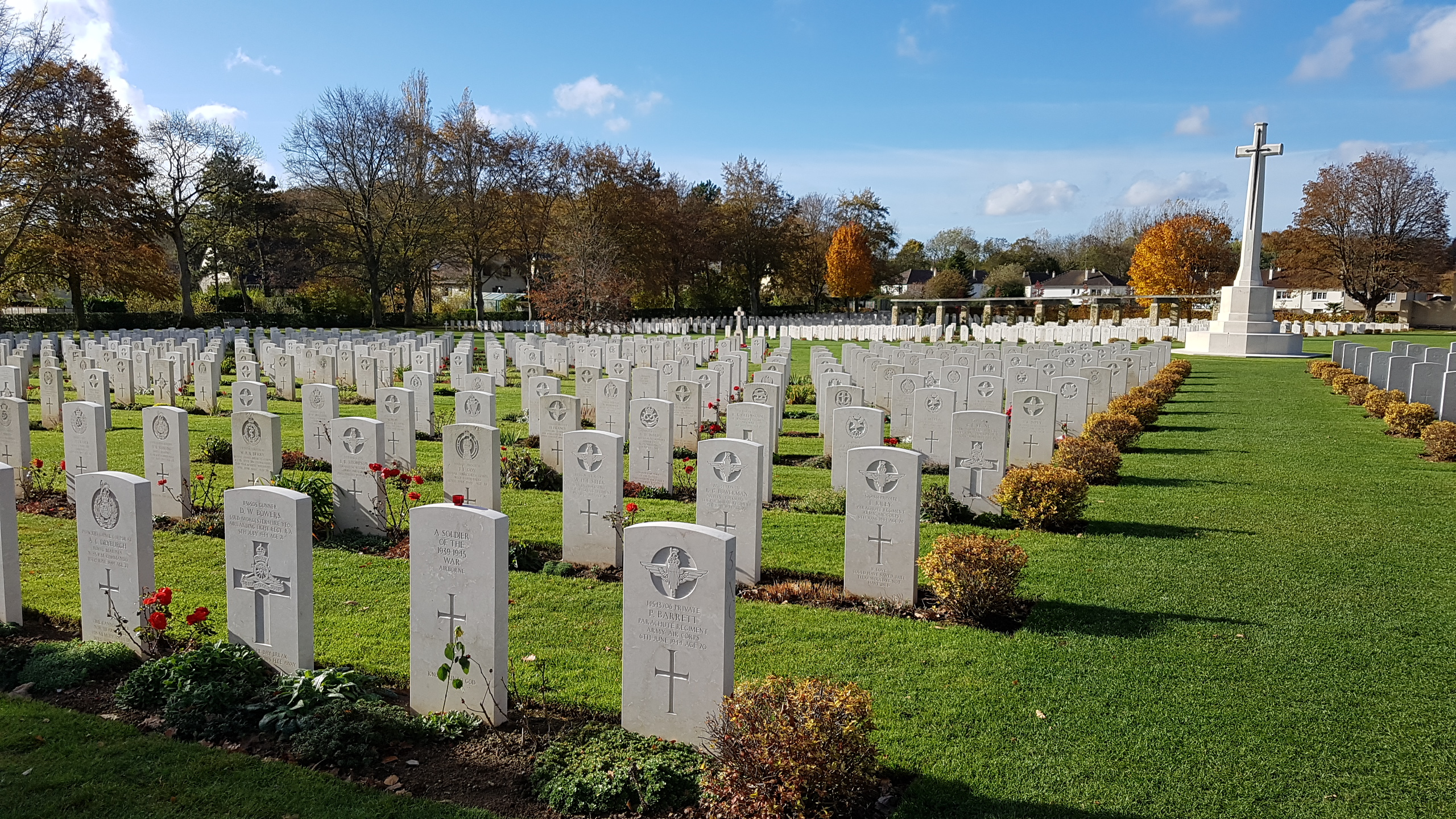
partie gauche
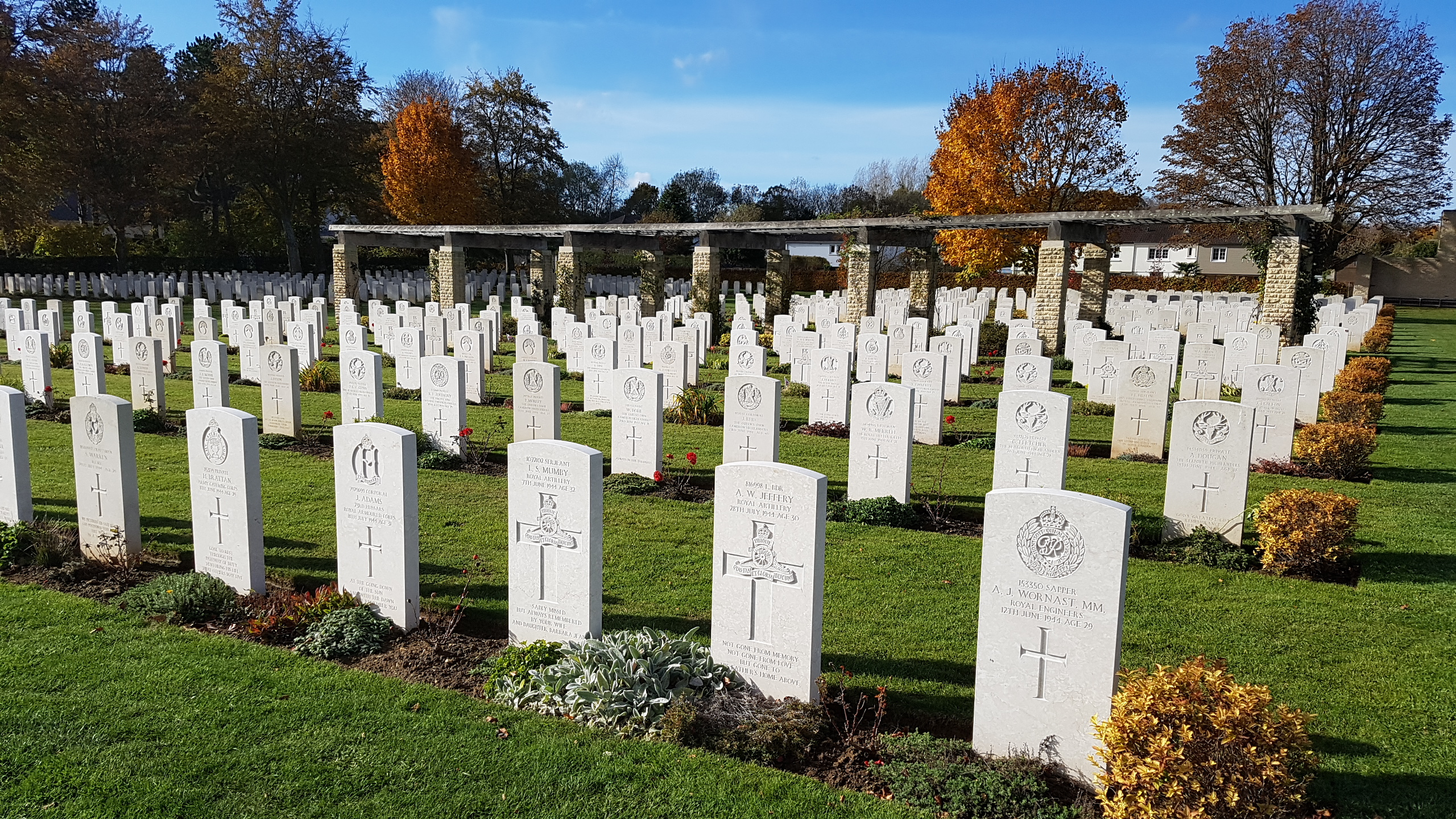
partie arrière gauche

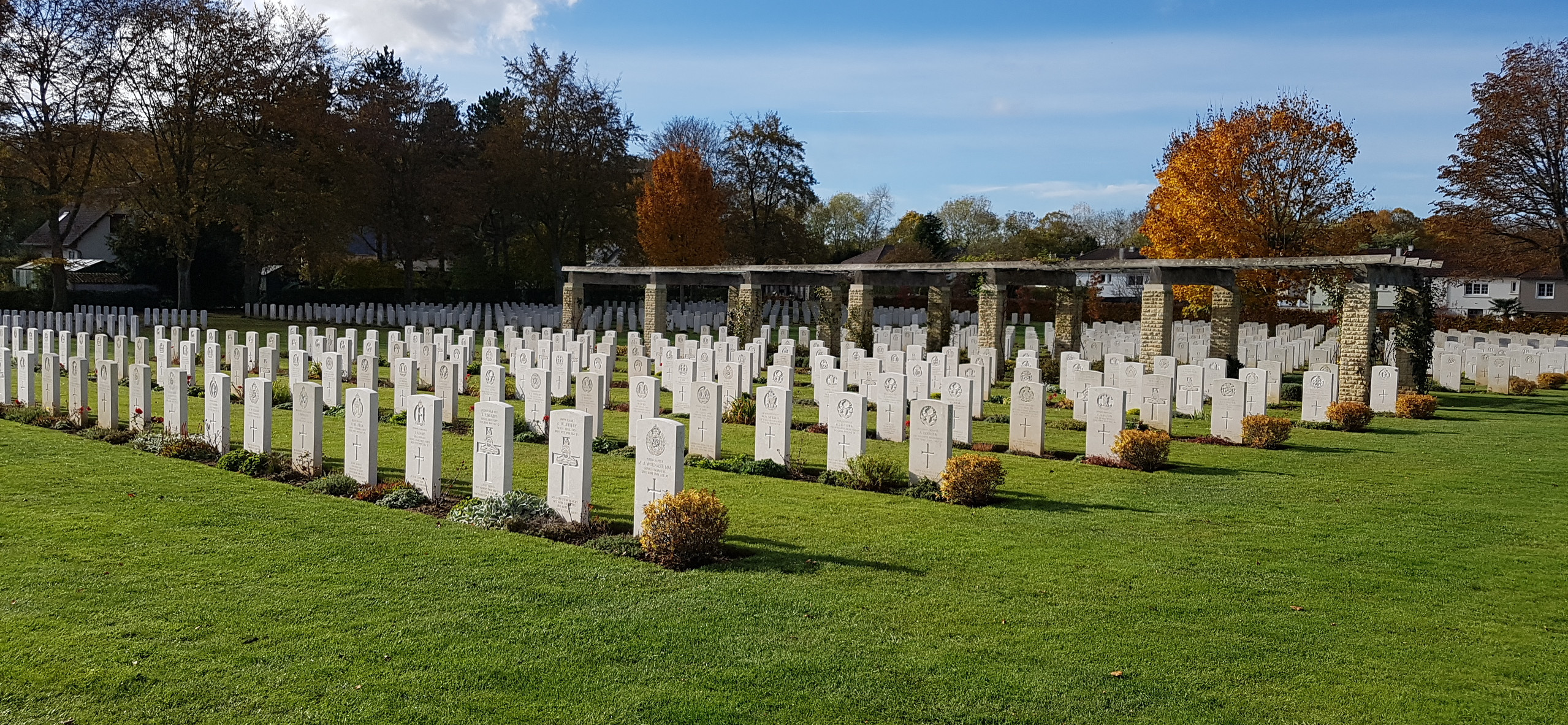
partie arrière gauche
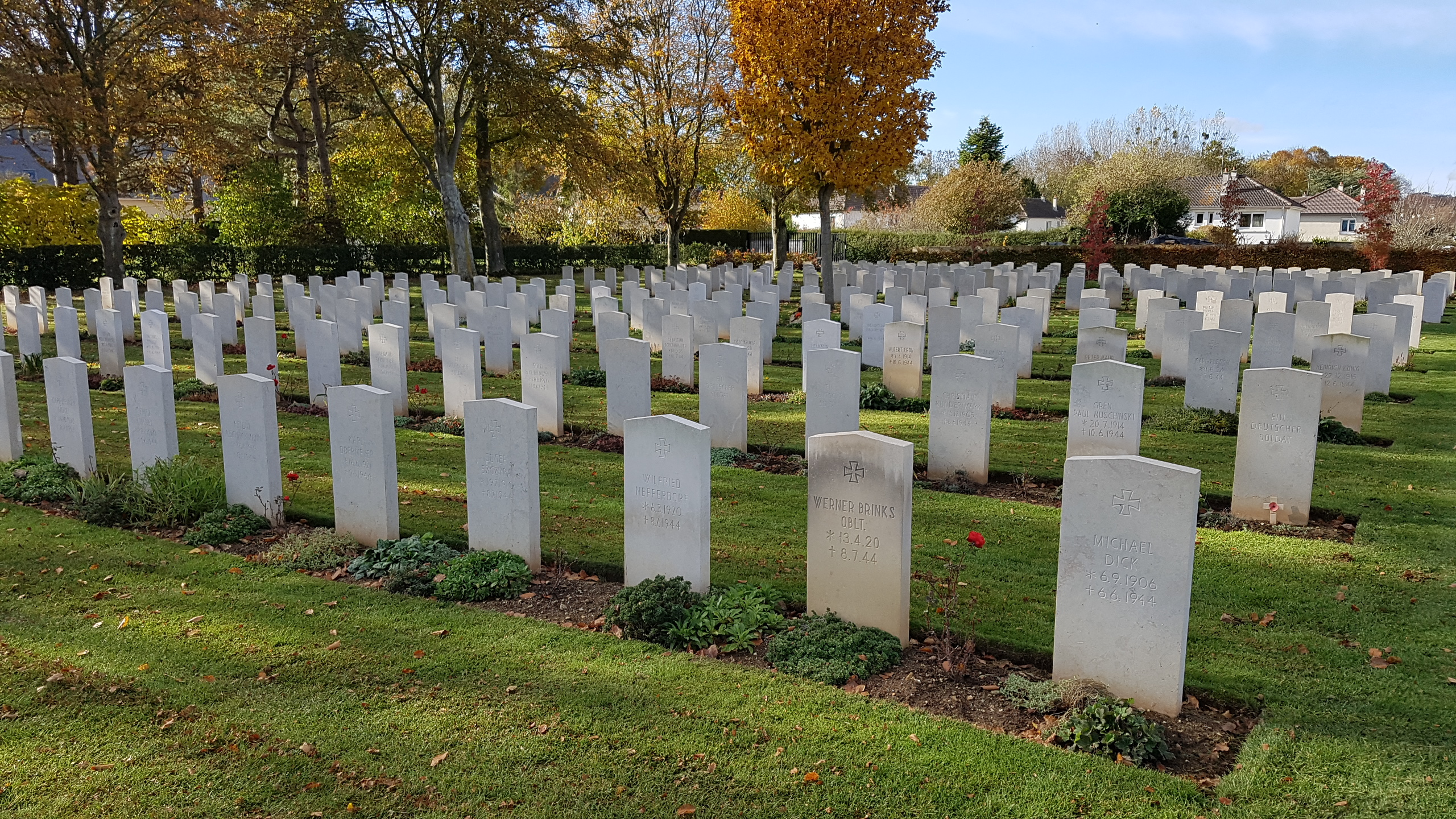
carré allemand
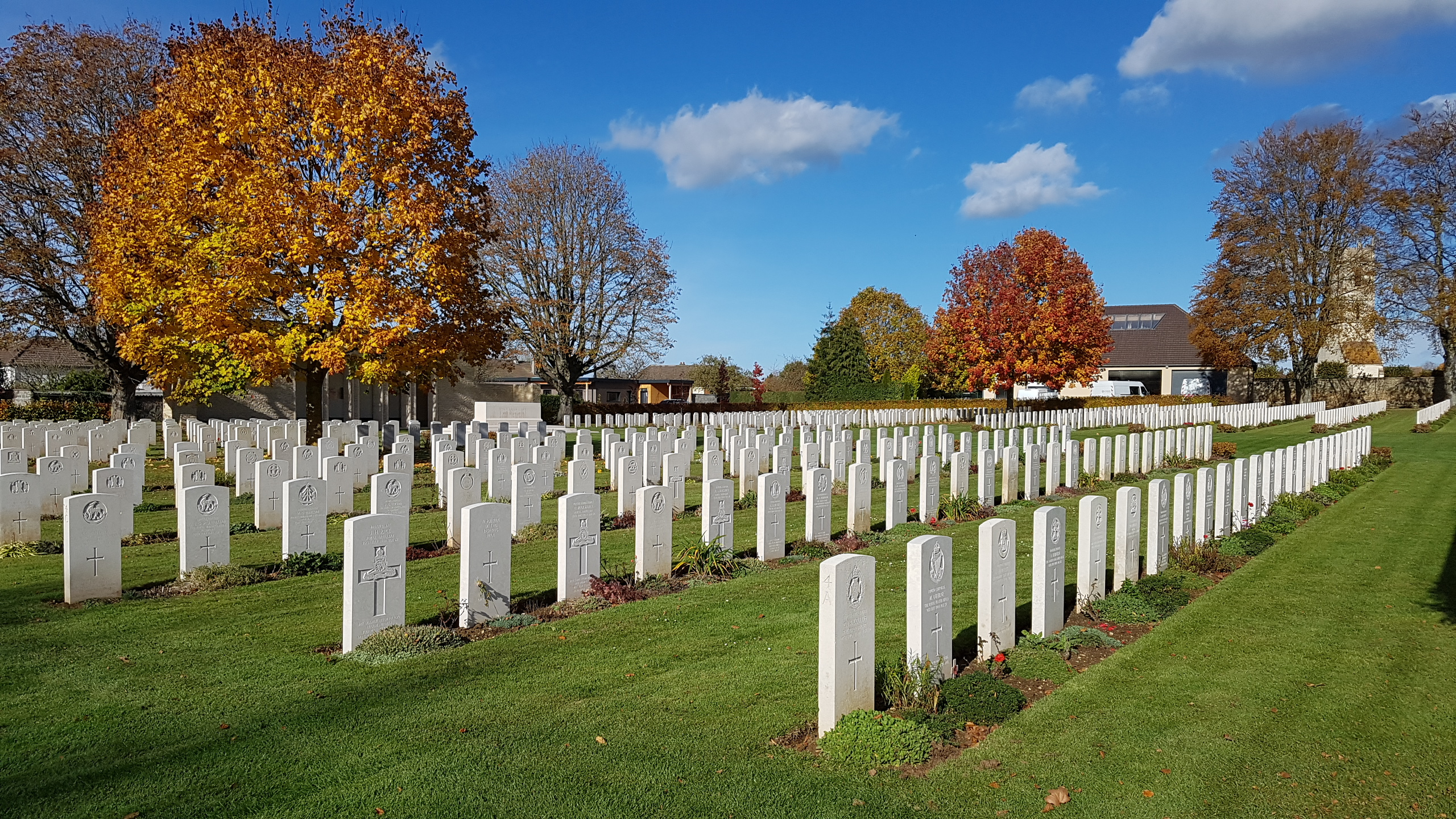
partie arrière

Les stèles des soldats du Commonwealth sont blanches, de forme rectangulaire arrondie sur le dessus, alors que celles des soldats allemands possèdent deux pentes légèrement inclinées sur le dessus. Ces dernières sont positionnées dans deux carrés situés à l’arrière gauche et droite du cimetière. La stèle du soldat polonais a une partie supérieure en forme de triangle arrondi, alors que celle du soldat belge possède deux excroissances en haut de chaque côté. Sur les tombes des soldats français, on trouve une croix latine.
Beaucoup de ces soldats sont morts dans les jours qui ont suivi le débarquement. On dénombre 220 combattants des troupes alliées qui sont décédés le jour même du débarquement, le 6 juin 1944.

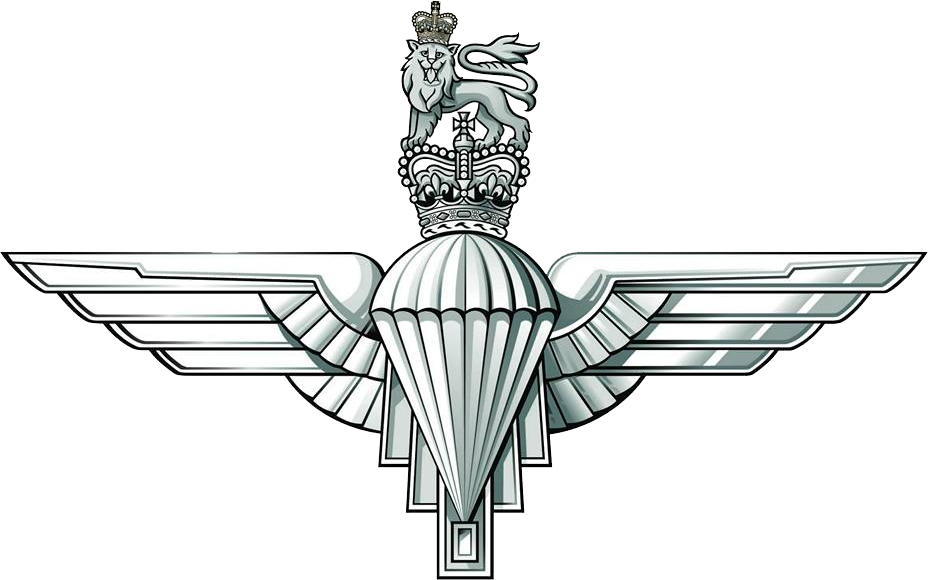
logo du Régiment parachutiste

Ce cimetière est souvent évoqué comme celui des parachutistes, car 378 y reposent.
Parmi les 82 régiments des soldats de ce cimetière, ceux dont on dénombre le plus de tombes sont :
- 6e division aéroporté :
  - 3e et 5e brigades parachutistes:
    - Le Régiment parachutiste (8e, 9e, 7e, 12e et 13e bataillons) dont le lieutenant-colonel Alexander Johnson, commandant le 12e bataillon
    - 1er Bataillon parachutiste canadien

  - 6e brigade aéroportée :
    - Devonshire Regiment (12e bataillon)
    - Oxford and Buckinghamshire Light Infantery (2e bataillon)
    - Royal Ulster Rifles (1er bataillon)
- Black Watch (Royal Highlanders)
- Argyll and Sutherland Highlanders
- Queen's Own Cameron Highlanders
- Gordon Highlanders
- Seaforth Highlanders
- King's Shropshire Light Infantry dont son second lieutenant-colonel (après le 7 juin) Cecil Barlow
- Lincolnshire Regiment
- Royal Warwickshire Regiment
- Royal Marines

Ces régiments représentent la moitié des sépultures du cimetière.
Il est frappant de constater l'extrême jeunesse de l'ensemble des hommes disparus. En effet, 874 avaient moins de 23 ans, dont 224 avaient entre 16 et 19 ans.
Le plus jeune combattant de ce cimetière est Robert E Johns, fils de Willian et Daisy Johns, né le 25 juillet 1928, décédé le 23 juillet 1944 à l'âge de 16 ans moins deux jours. Originaire de Portsmouth dans le Hampshire, il avait dissimulé son véritable âge pour s'engager dans l'armée. Il appartenait au 13e bataillon du Régiment parachutiste rattachée à la 5e brigade parachutiste de la 6e division aéroporté. Sur sa tombe figure cette phrase : HE DIED AS HE LIVED, FEARLESSLY (Il est mort comme il a vécu, sans peur)

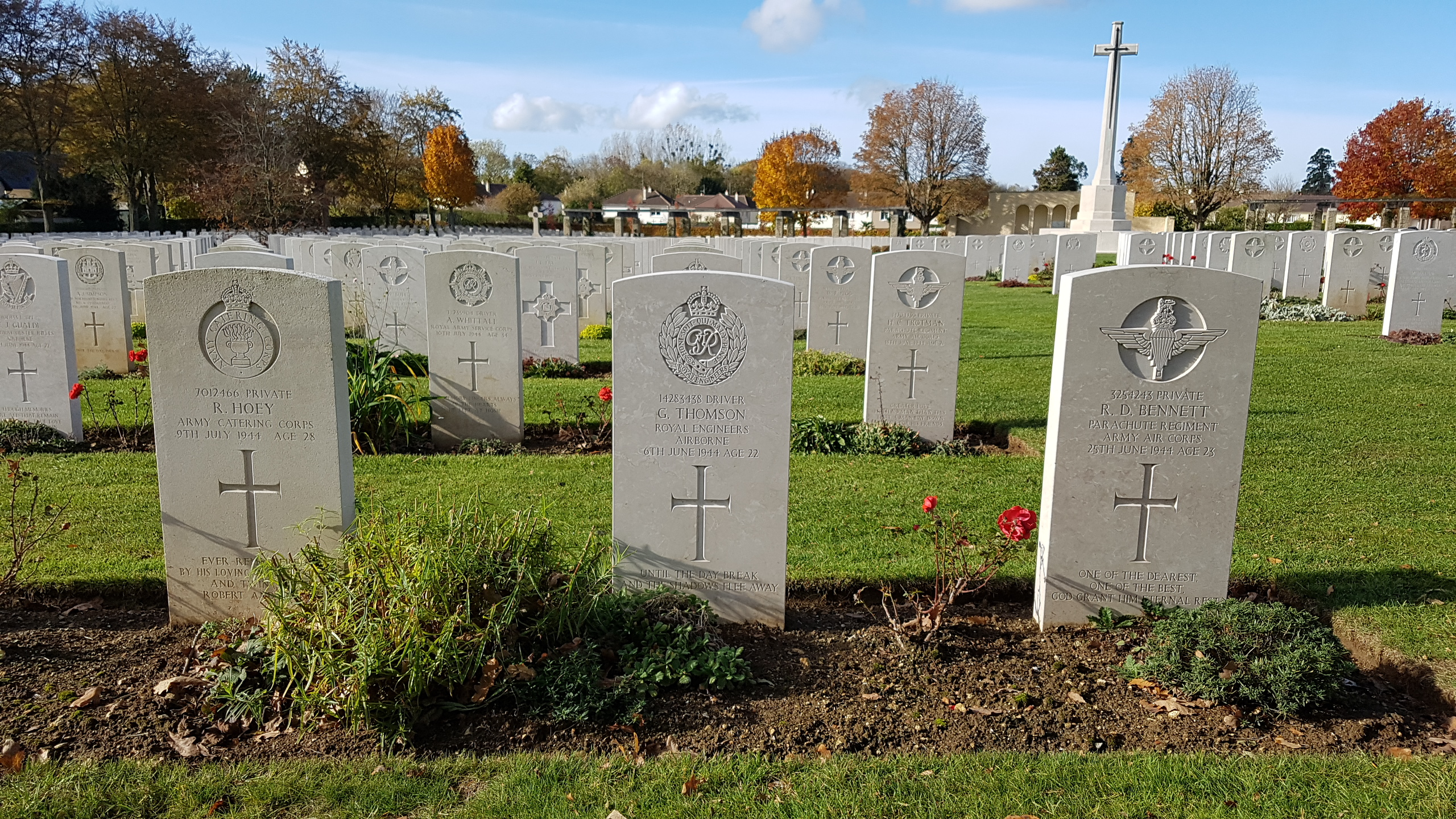
Tombes de Robert Hoey, Ralph Bennett et George Thomson
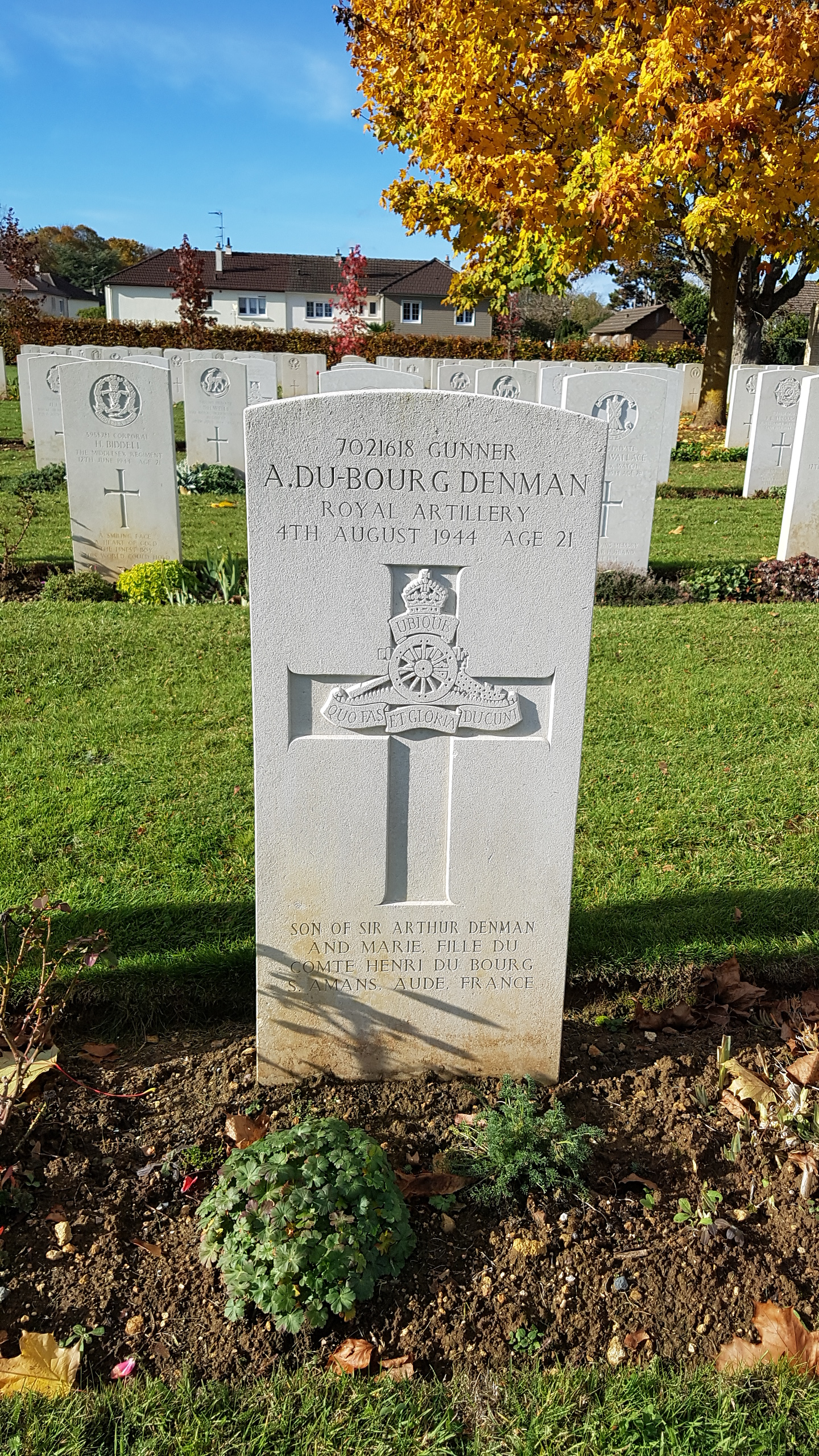
tombe d'Anthony Du Bourg Denman
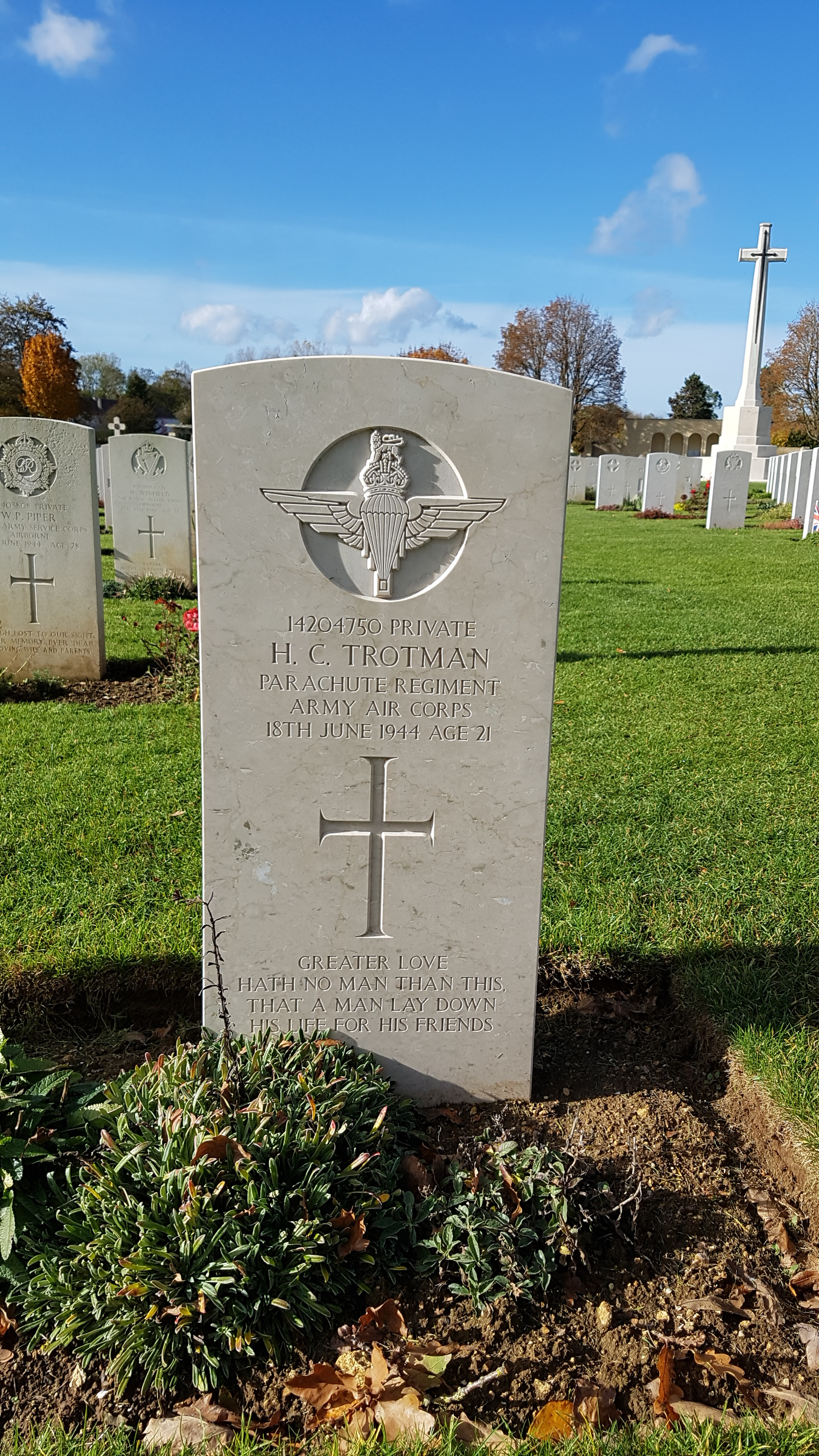
tombe d'Harold Trotman
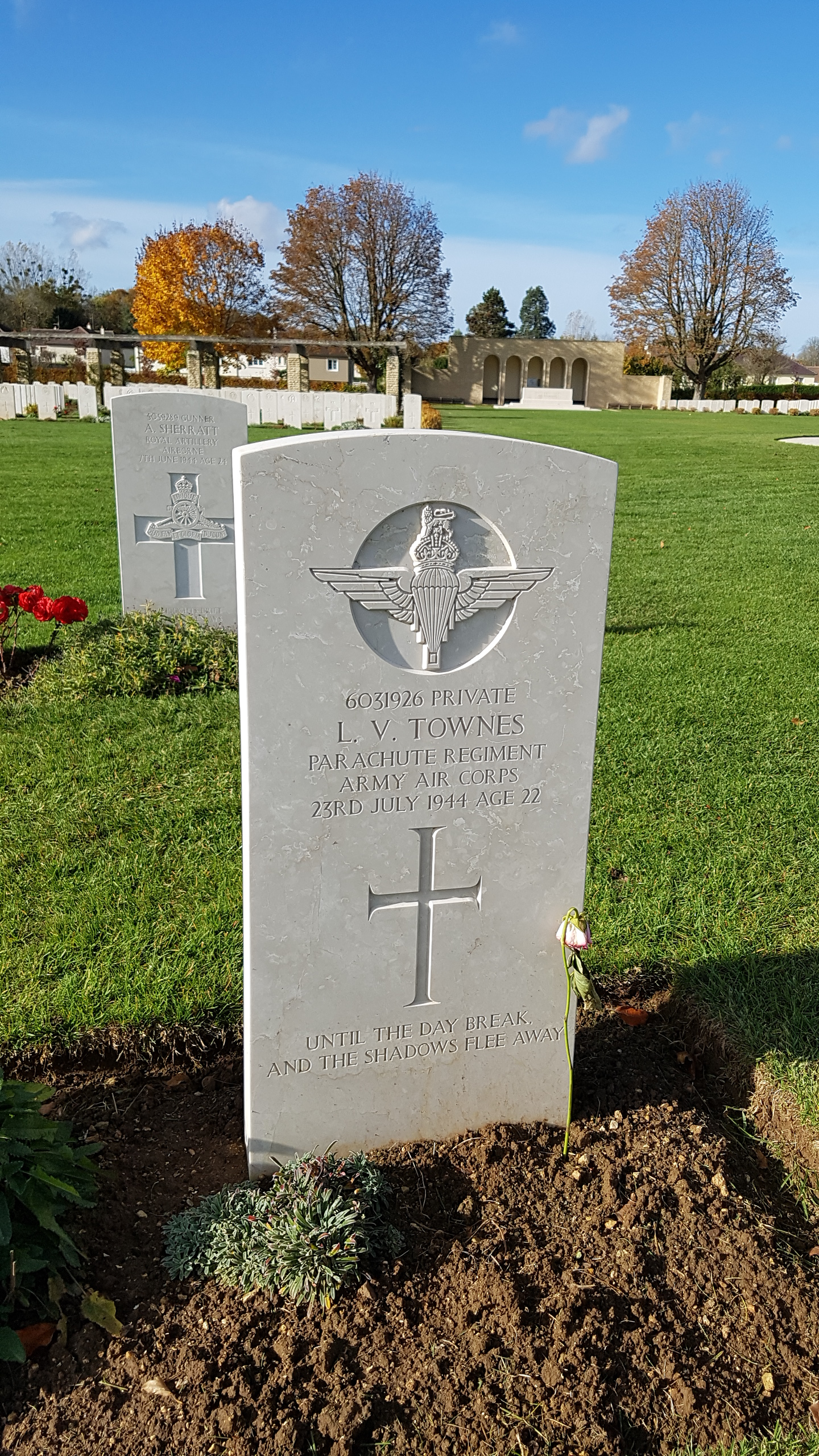
tombe de Leslie Townes
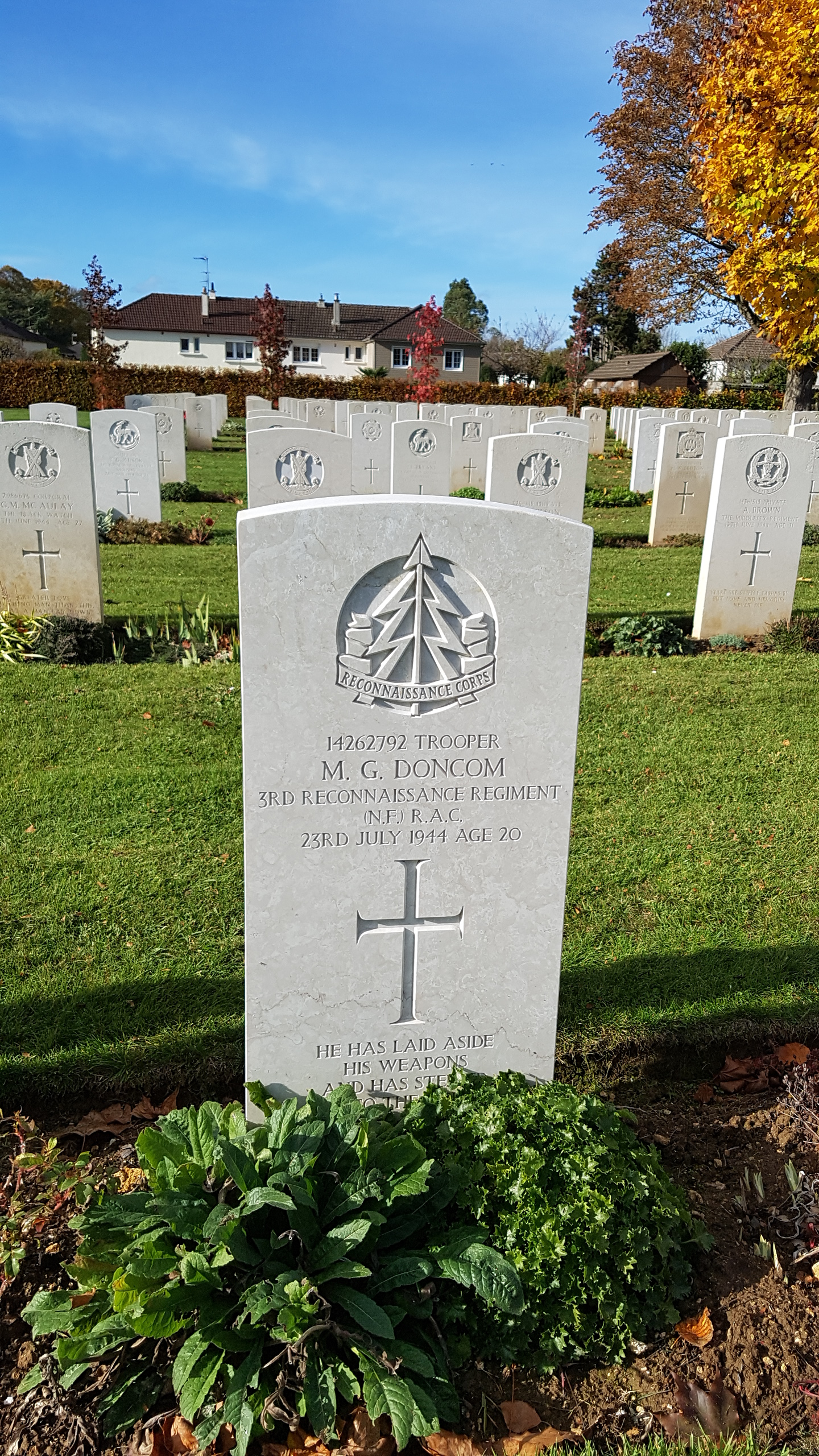
tombe de Montage Doncom
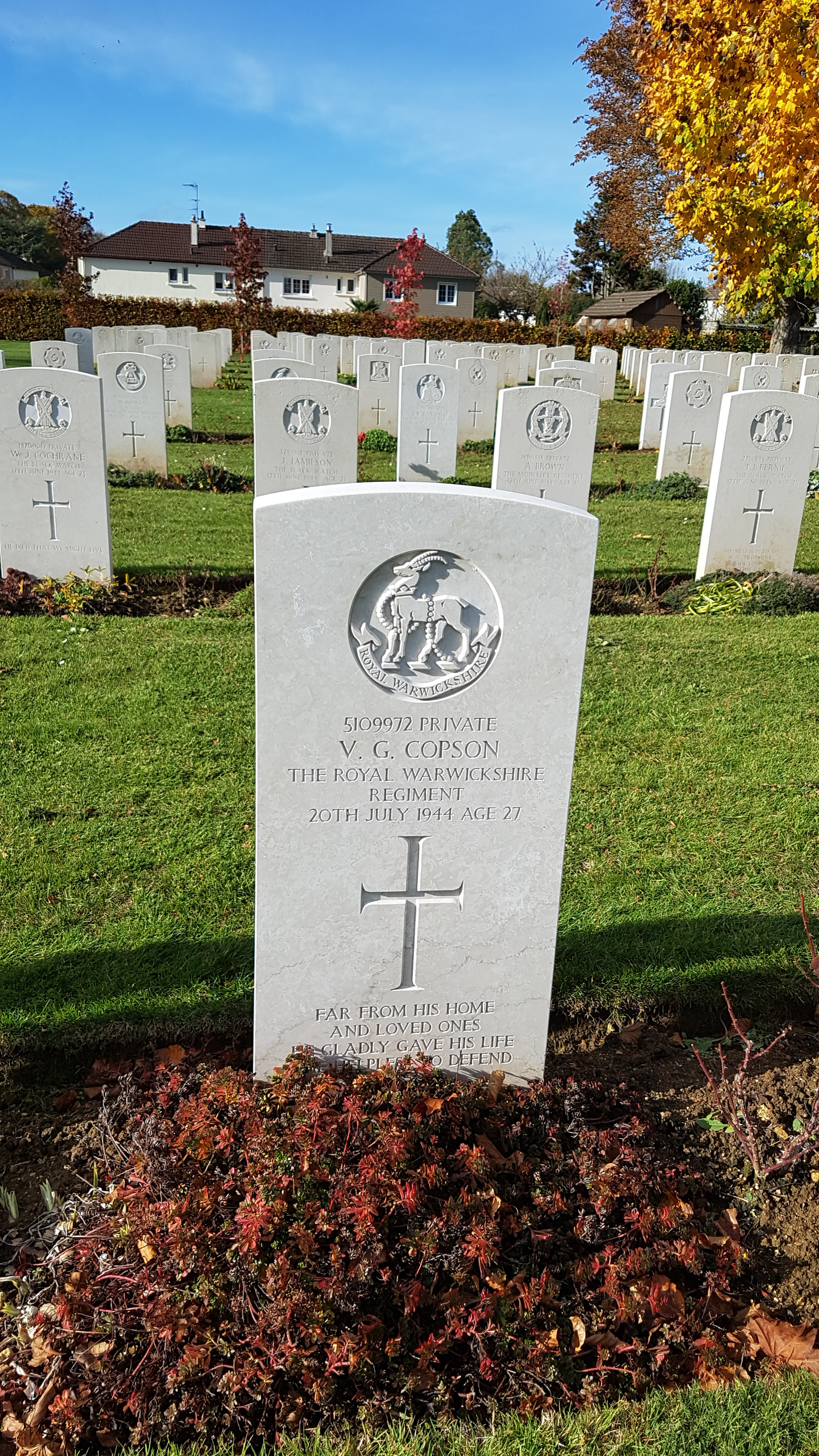
tombe de Victor Copson

Enfin, notons la présence de cinq français dont quatre appartenaient au 1er bataillon de Fusiliers Marins Commandos du capitaine de corvette Philippe Kieffer (qui furent les seuls français à débarquer le 6 juin 1944). Ce bataillon était rattaché au Commando no 4 de la 1re brigade des services spéciaux de la 3e division d'infanterie britannique. Ces quatre soldats sont : Robert Croizier, Lucien Fourer, Pierre Vinat et le Guy Laot. Le 5e était le poète Jean-Claude Diamant-Berger.

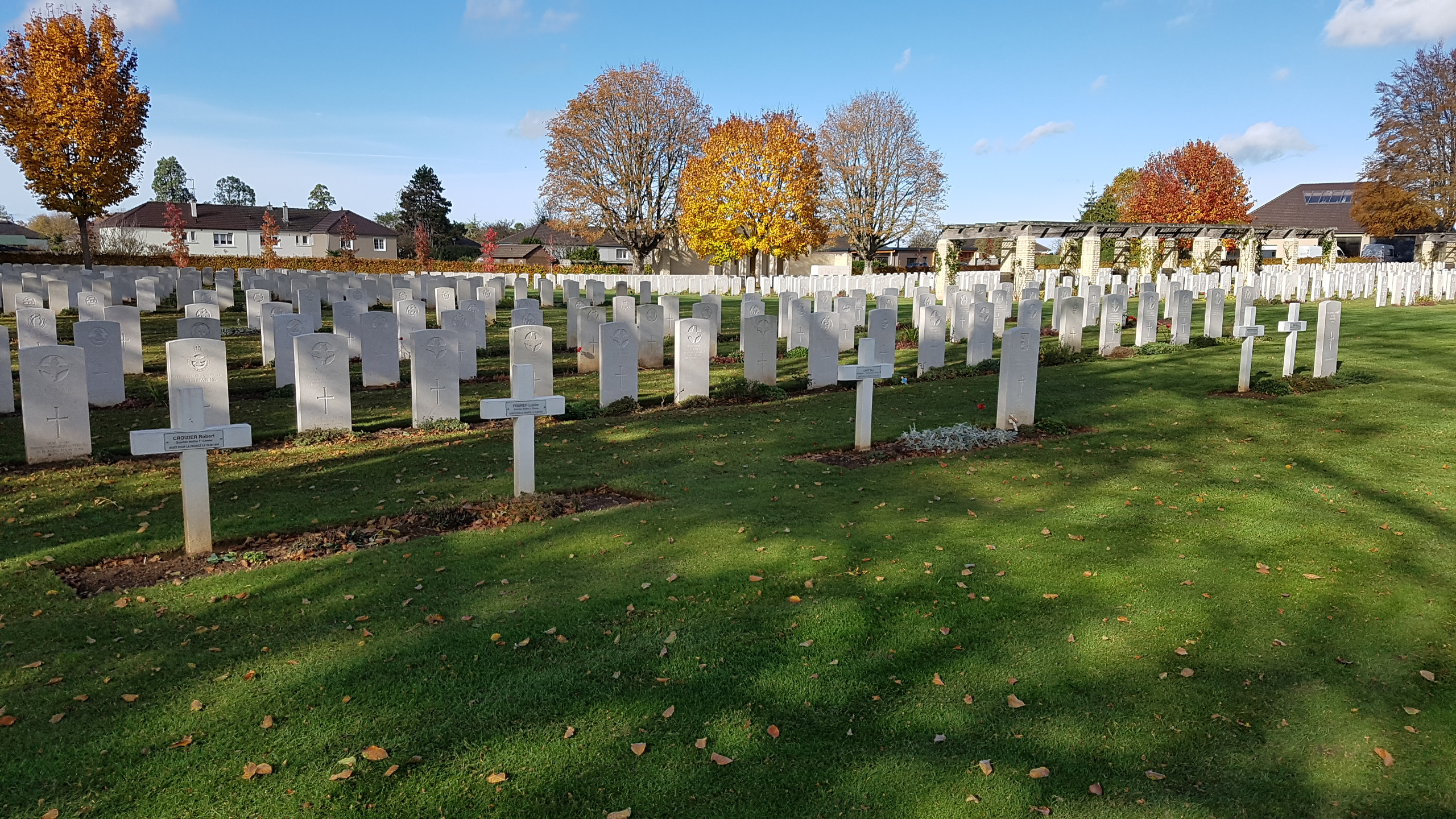
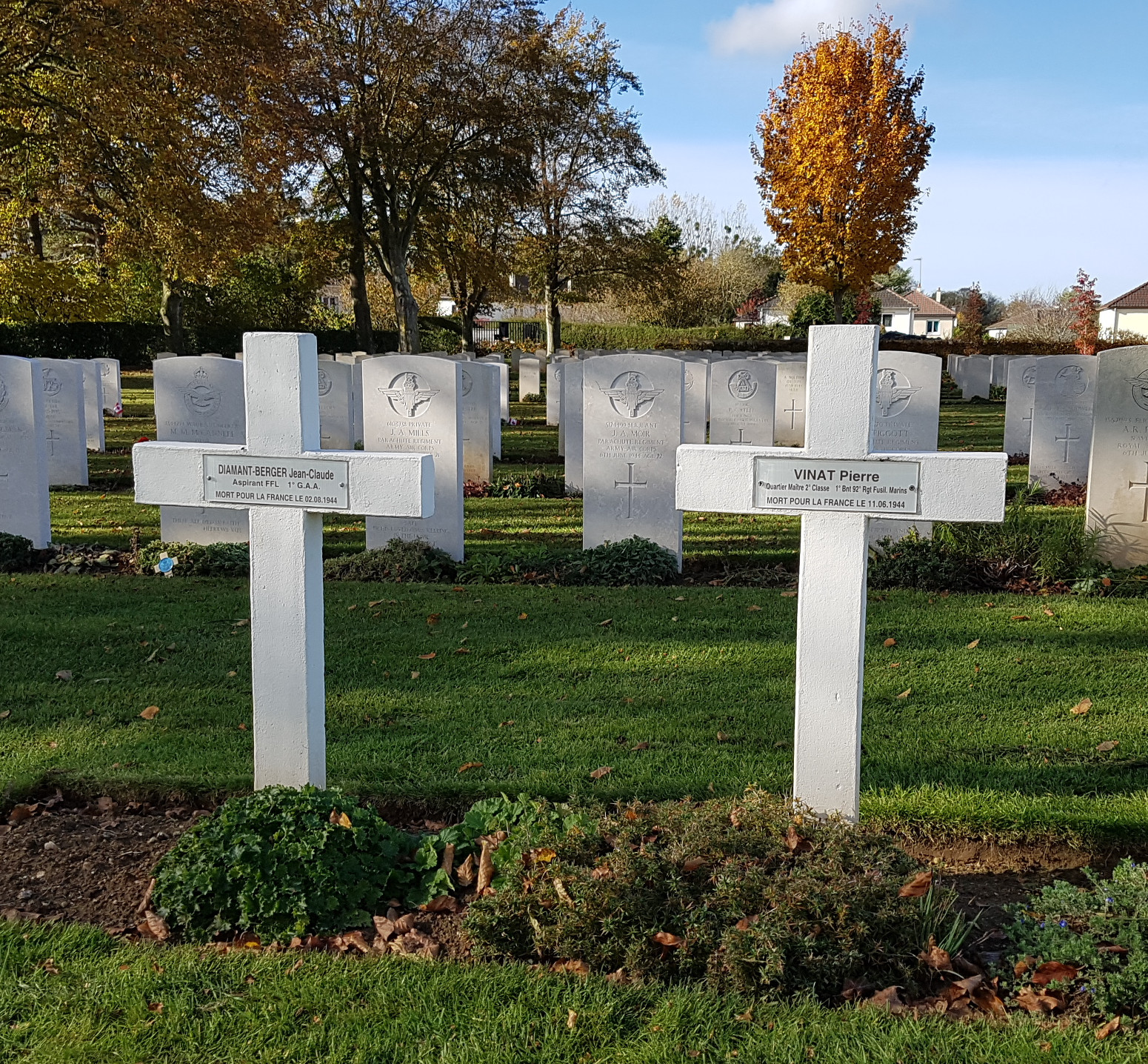

## Cimetière communal
De nombreuses sépultures de soldats britanniques sont situées en dehors des cimetières militaires, près de l'endroit où ils sont morts au combat, en respectant ainsi une longue tradition. En effet, dans le Calvados, on trouve plus de 300 sépultures de soldats du Commonwealth dans 95 de ces lieux.
C'est pourquoi le cimetière communal de Ranville, autour de l'église, comporte 47 tombes britanniques et une tombe allemande de soldats qui sont tombés principalement les 6 et 7 juin et n'ont jamais été déplacés dans le cimetière militaire adjacent. Ces tombes sont alignés le long du mur extérieur du cimetière.
Parmi celle-ci, on trouve celle du lieutenant Herbert Denham Brotheridge, sous les ordres du major John Howard, qui tomba sous les balles allemandes en franchissant le Pegasus Bridge lors de l'opération Deadstick. Il est le 1er soldat britannique ayant perdu la vie lors du débarquement.
On trouve le registre de ce cimetière avec celui du cimetière militaire, sous le porche d'entrée du cimetière militaire.

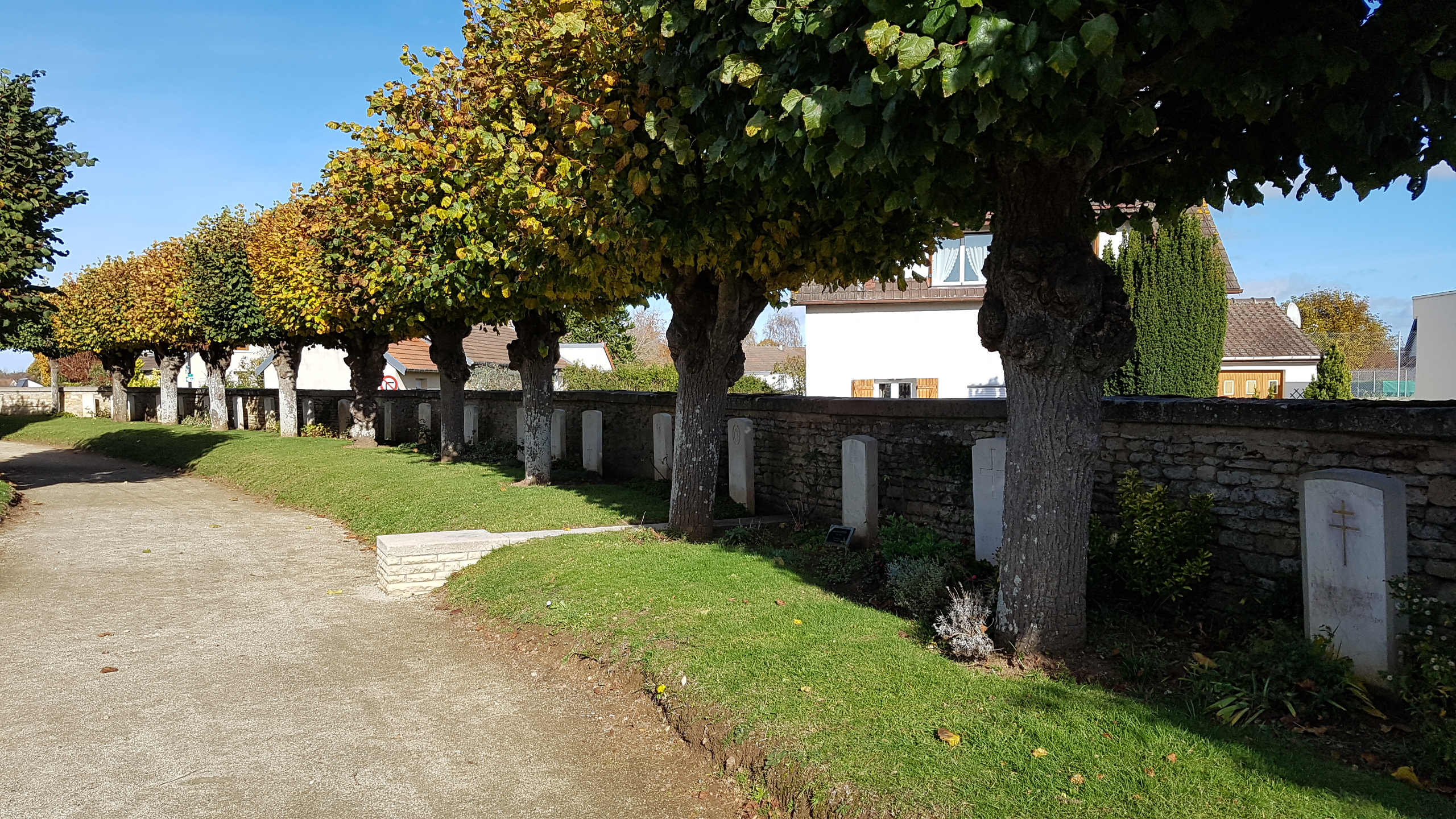
vue d'ensemble
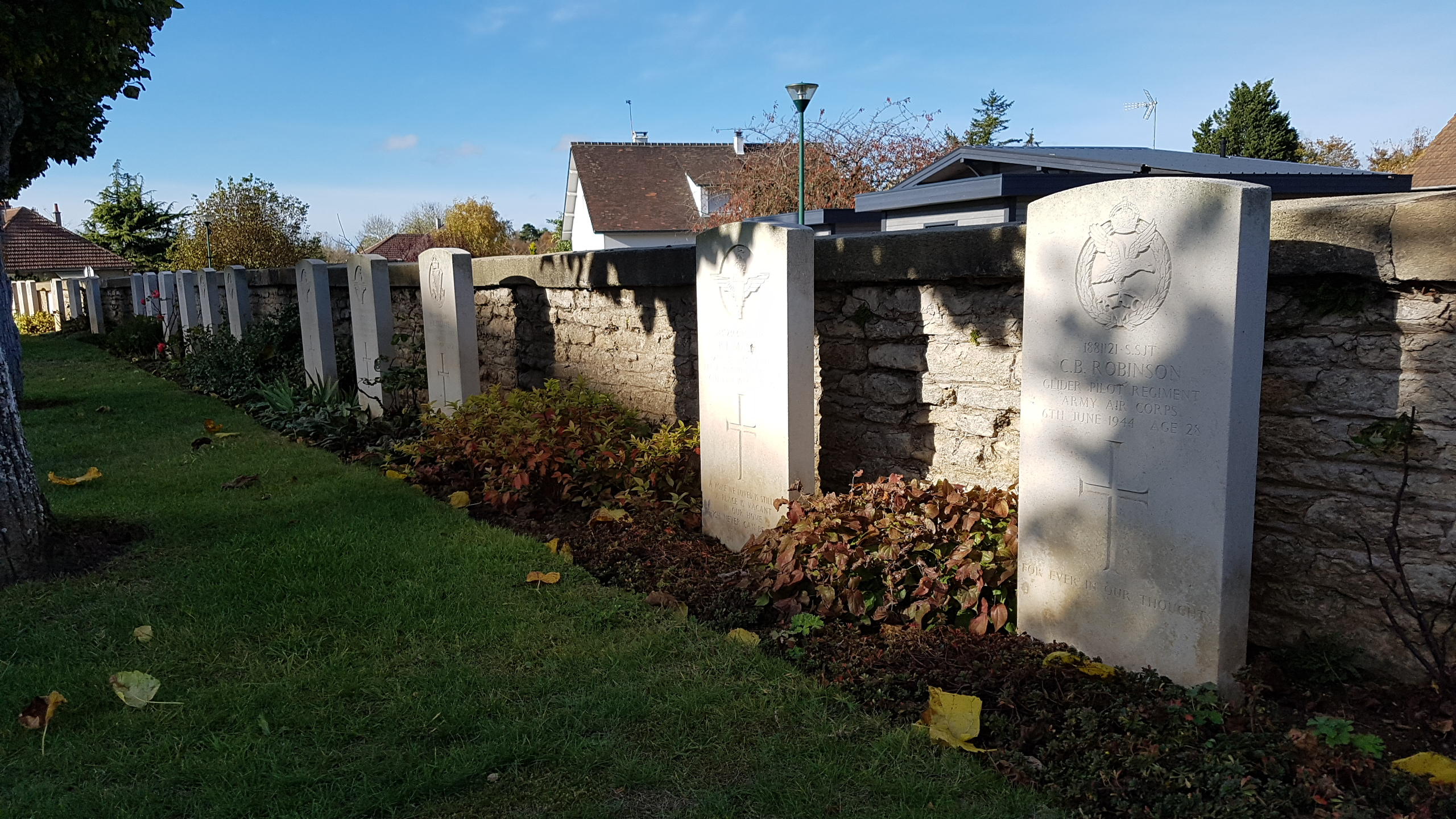
tombes des militaires du débarquement
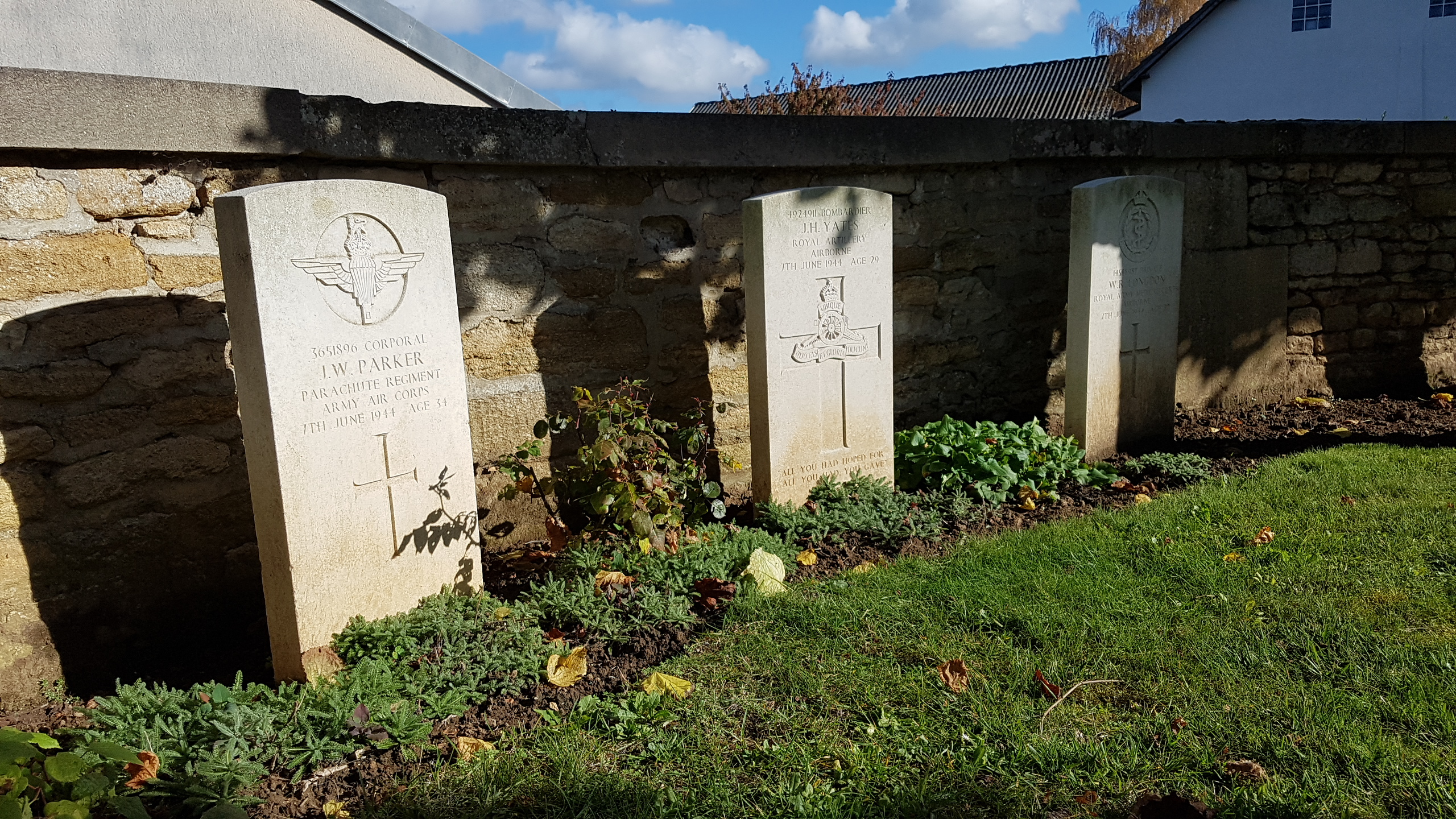
3 tombes militaires britanniques
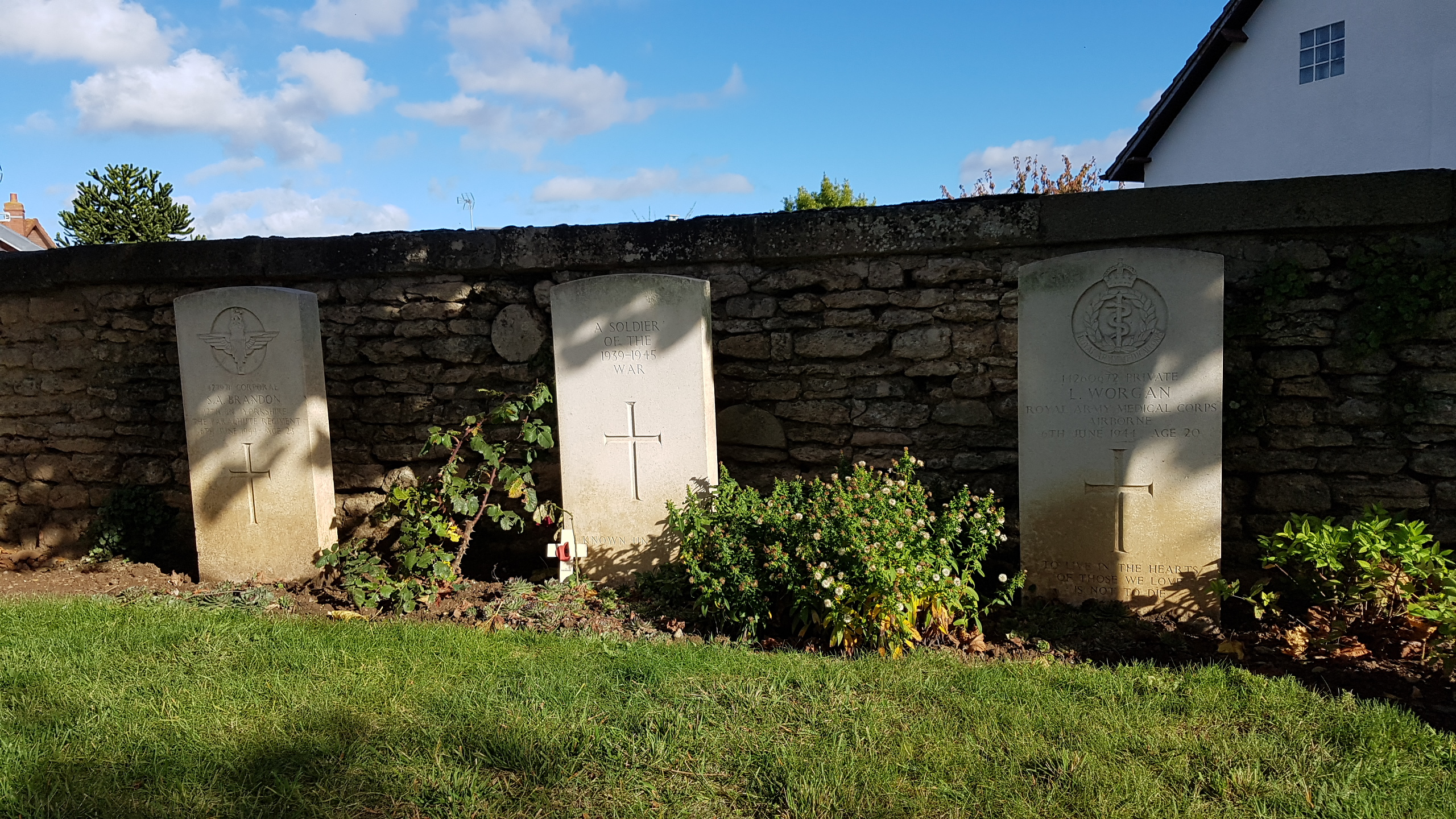
3 tombes militaires britanniques
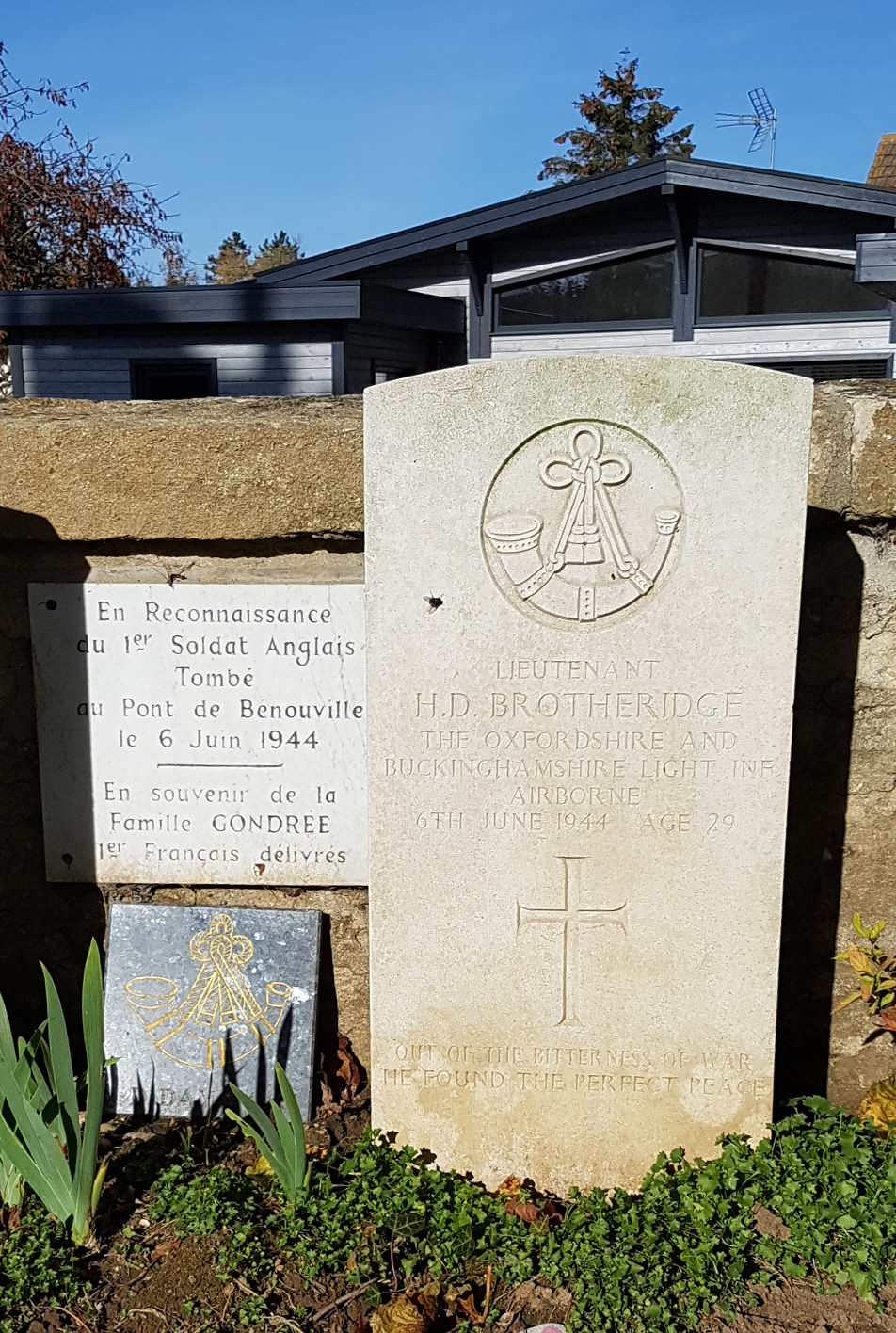
Tombe de Harold Brotheridge

À la droite des tombes des soldats tués au débarquement, figurent quatre tombes de soldats français du Commando Kieffer décédés après la guerre entre 1946 et 2007 : l’aumônier René de Naurois, Juste parmi les nations, le peintre Guy de Montlaur, Pierre Tanniou et Roger Spinetta.

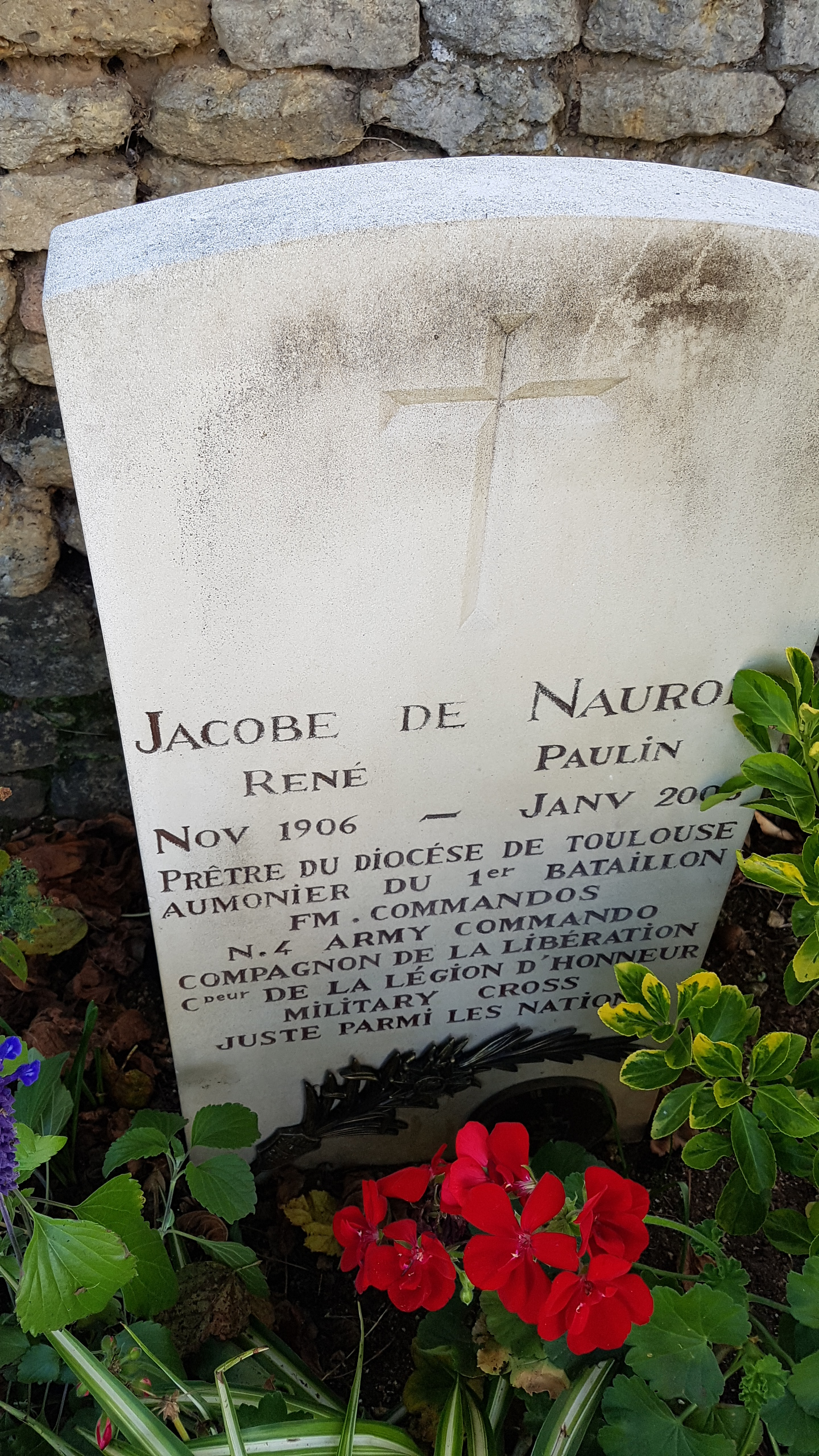
tombe de René Jacobé de Naurois
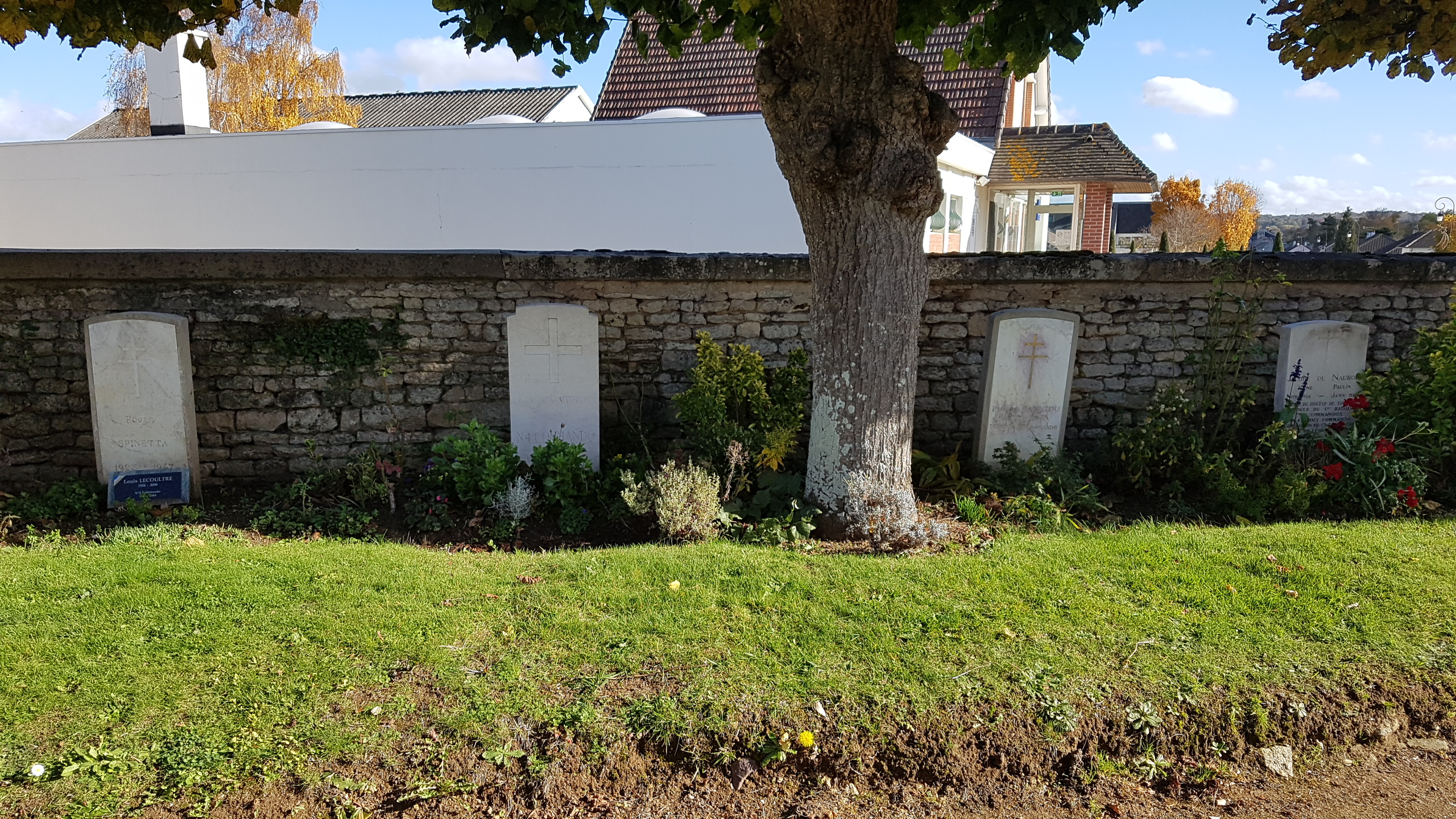
tombes des 4 soldtas français
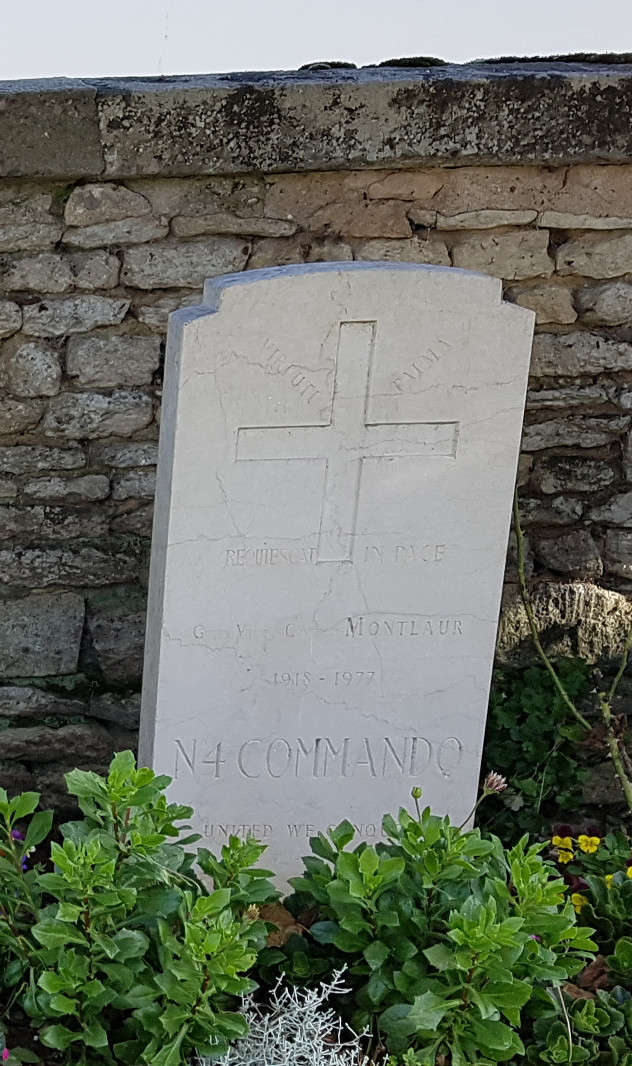
tombe de Guy de Montlaur